# Římsko-perské války
Římsko-perské nebo také římsko-íránské války je souhrnné označení pro sérii vojenských konfliktů svedených mezi římskou resp. východořímskou říší a perskou (parthskou a později sásánovskou) říší, které v období od poloviny 1. století př. n. l. až po první polovinu 7. století představovaly dominantní mocnosti Středomoří a Středního východu. Zahraničněpolitické vztahy mezi těmito pozdněantickými státy nabývaly převážně konfrontačního rázu, ačkoli se vyskytly i dlouhodobější fáze mírové koexistence, obzvláště v 5. století.
Římské války s parthskou říší v dnešním Íránu a Iráku trvaly až do jejího zániku roku 224 n. l., další římsko-perské války následovaly po jejím nahrazením sásánovskou (novoperskou) říší ve 3. století a s určitými přestávkami pokračovaly až do vítězství východořímského císaře Herakleia. Mimořádně intenzivní válečná střetnutí probíhala především za panování perských velkokrálů Šápúra I., Šápúra II., Husrava I. a Husrava II., přičemž ofenzivní akce byly vedeny jak z římské, tak z perské strany. Nedlouho po skončení poslední římsko-perské války, vybojované v letech 603 až 628, padly obě tyto velmoci za oběť nastupující expanzi islámu. V důsledku arabských výbojů se sásánovská říše zcela zhroutila, zatímco Římané pozbyli své východní provincie. Jistí moderní historikové proto považují tuto historickou událost za okamžik definitivního završení antiky.

## Dějiny

### Války římské a parthské říše
Před nastolením sásánovské říše kontroloval území nynějšího Íránu rod Arsakovců vládnoucí parthské říši. K prvnímu kontaktu Římanů s Parthy došlo patrně v polovině devadesátých let 1. století př. n. l., kdy se Lucius Cornelius Sulla setkal s emisarem parthského krále Mithradata II. Během tažení proti arménskému králi Tigranovi v roce 69 př. n. l. vojevůdce Lucius Licinius Lucullus přiměl prostřednictvím korespondence krále Fraata III. k neutralitě. O několik let později uzavřel Gnaeus Pompeius s Fraatem dohodu, načež Parthové a Římané vtáhli do Arménie. Při následném stanovení hranic vyvstaly mezi oběma státy první spory. Fraatés si podržel vládu nad Mezopotámií, s výjimkou západněji položené Osroény, jež se stala závislou na Římu. V roce 53 př. n. l. podnikl Marcus Licinius Crassus invazi do Mezopotámie, v jejímž průběhu byl spolu se svým synem poražen a zabit Parthy, vedenými Surénou, v bitvě u Karrh. Parthové poté uspořádali nájezd do římské provincie Sýrie, jíž napadli i v roce 51 př. n. l. Jejich početné vojsko bylo ale překvapeno Římany poblíž města Antigoneia a přinuceno k ústupu.

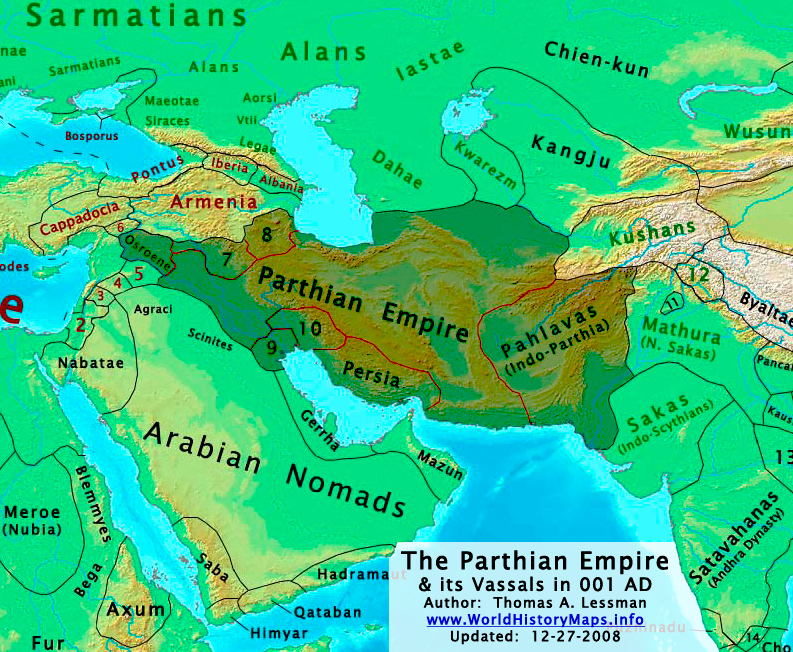
Parthská říše kolem roku 1 n. l.

Za občanské války mezi Juliem Caesarem a Pompeiem zachovávali Parthové neutralitu, třebaže udržovali styky s Pompeiem. Po jeho smrti poskytl princ Pakoros vojenskou pomoc pompeiovskému generálovi Quintu Caeciliovi Bassovi. Caesar se po skončení občanské války chystal na výpravu proti Parthii, nicméně jeho zavraždění zabránilo vypuknutí konfliktu. V další etapě občanských válek podpořili Parthové Bruta a Cassia, jimž poslali vojenský kontingent účastnící se na jejich straně bitvy u Filipp v roce 42 př. n. l. Po jejich porážce pronikli Parthové ve spojení s Quintem Labienem roku 40 př. n. l. na římské území, rychle si podrobili Sýrii a postoupili až do Judeje. Tamějšího vládce a římského klienta Hyrkána II. sesadili a na jeho místo ustavili jeho synovce Antigona. V reakci na tento nepříznivý vývoj vyslal Marcus Antonius generála Publia Ventidia Bassa proti Labienovi, podmaňujícímu si Malou Asii. Labienus byl Ventidiem vypuzen zpět do Sýrie a tam posléze poražen, zajat a popraven. Poté, co byli Parthové přemoženi u Syrských bran, stáhli se ze Sýrie. V roce 38 př. n. l. se ji sice pokusili opět napadnout, byli ovšem přesvědčivě poraženi Ventidiem. S římskou pomocí pak Herodes v roce 37 př. n. l. vyhnal Antigona z Judeje. Jakmile Římané obnovili svoji kontrolu nad Sýrií a Judeou, vypravil se Marcus Antonius v čele obrovského vojska do Atropateny. Jeho obléhací zařízení a jejich doprovod byly však zničeny, zatímco jeho arménští spojenci ho opustili. Jelikož Římané nebyli schopni postupovat dále, s těžkými ztrátami se stáhli.
Po založení principátu se Tiberius, nevlastní syn prvního římského císaře Augusta, vydal v roce 20 př. n. l. na východ, kde diplomatickými prostředky dosáhl míru s Parthy, včetně vrácení ukořistěných orlů, symbolů legií. Kolem přelomu letopočtu napětí mezi Římany a jejich východními sousedy znovu vzrostlo, nicméně Augustův vnuk Gaius Caesar a král Fraatés V. v roce 1 n. l. urovnali hrozící konflikt. Podle smlouvy se parthský král zavázal vyklidit Arménii, čímž uznal římskou nadvládu nad touto zemí. Navzdory tomu římsko-parthský zápas o kontrolu a vliv v této zemi pokračoval bez ustání několik desetiletí. Rozhodnutí parthského krále Artabana II. o ustavení svého syna na uprázdněný arménský trůn znamenalo v roce 36 válku s Římem, jež skončila teprve Artabanovým upuštěním od nároku na Arménii. V roce 58 král Vologaisés I. dosadil za krále Arménie svého bratra Tiridata, jehož ale Římané vedení Gnaeem Corneliem Corbulonem nahradili kappadockým princem. Následovaly nerozhodné boje trvající až do roku 63, kdy Parthové svolili, aby Tiridatés přijal vládu nad Arménií z rukou císaře Nerona.
Ve 2. století si Římané udržovali nad svými parthskými nepřáteli stálou vojenskou převahu. V letech 114 a 115 vpadl císař Traianus do Arménie a Mezopotámie, z nichž učinil římské provincie. Při tom si podrobil parthské hlavní město Ktésifón a vyslal římské loďstvo do Perského zálivu. Na dobytých parthských územích záhy vypuklo povstání, jehož potlačení ztěžovala současně probíhající židovská revolta, mající za následek enormní přetížení římských zdrojů. Parthové napadli strategicky důležité pozice Římanů, zatímco místní obyvatelstvo vyhnalo římské posádky z měst Seleukie, Nisibis (dnešní Nusaybin) a Edessa (Şanlıurfa). Traianus sice vzbouřence zdolal, přesto ustavil parthského prince Parthamaspata za klientského krále, načež se vrátil do Sýrie. Aniž by stihl Mezopotámii zpacifikovat, v roce 117 Traianus zemřel. Jeho následník Hadrianus se rozhodl ustoupit na někdejší hranici na řece Eufrat a přenechal tak Arménii, Mezopotámii a Adiabenu jejich předchozím vládcům a klientským králům.
Válka o Arménii se znovu rozhořela v roce 161, když král Vologaisés IV. porazil tamější římskou posádku, zmocnil se Edessy a vydrancoval Sýrii. Roku 163 zvítězili Římané pod velením Statia Priska nad Parthy v Arménii. O rok později pronikl Avidius Cassius do Mezopotámie, přemohl Parthy u Dura Európos a Seleukie a v roce 165 završil své tažení vypleněním Ktésifóntu. Římští legionáři se na východě nakazili jakousi nemocí, nejspíše neštovicemi, která se po jejich návratu rychle rozšířila po celé římské říši. Tato epidemie, sužující Římany dalších více než deset let, se stala známá jako antoninský mor. Během ofenzívy císaře Septimia Severa v letech 195 až 197 si Římané trvale podmanili rozsáhlé oblasti severní Mezopotámie až po Nisibis a Singaru a vyloupili Ktésifón. Jedno z posledních střetnutí Římanů s Parthy proběhlo za císaře Caracally, jenž v roce 216 zpustošil Arbelu (Arbíl). Po Caracallově zavraždění utrpěl jeho nástupce Macrinus porážku poblíž Nisibis, kvůli čemuž si musel draze vykoupit mír.

### Krize Římanů a vzestup Sásánovců
Nástupem severovské dynastie zásadním způsobem vzrostl vliv římské armády na výběr císařů. Výše donativů, peněžitých darů udělovaných legionářům, neustále stoupala, stejně jako ochota vojáků ustavit nového císaře, na němž by se mohli domáhat odměny za své povýšení. Palácové spiknutí se stalo osudné Getovi, jehož nechal popravit jeho bratr Caracalla, sám zavražděný svým pretoriánským prefektem. Násilným způsobem byl zbaven života rovněž Elagabalus, stíhaný opovržením Římanů pro své výstřední chování. Alexander Severus, poslední příslušník severovského rodu, byl v roce 235 zavražděn vojáky, pochybujícími o jeho vojenské zdatnosti. Po něm nastoupivší císařové se udrželi na trůnu obvykle pouze několik málo let a někteří dokonce jen několik měsíců. Vzniklý politický rozvrat dále zhoršovaly četné zahraničněpolitické nezdary a vytrvalý hospodářský pokles. Římská říše procházela v této době fází kritického vývoje, pro niž se mezi moderními badateli vžilo označení krize třetího století.

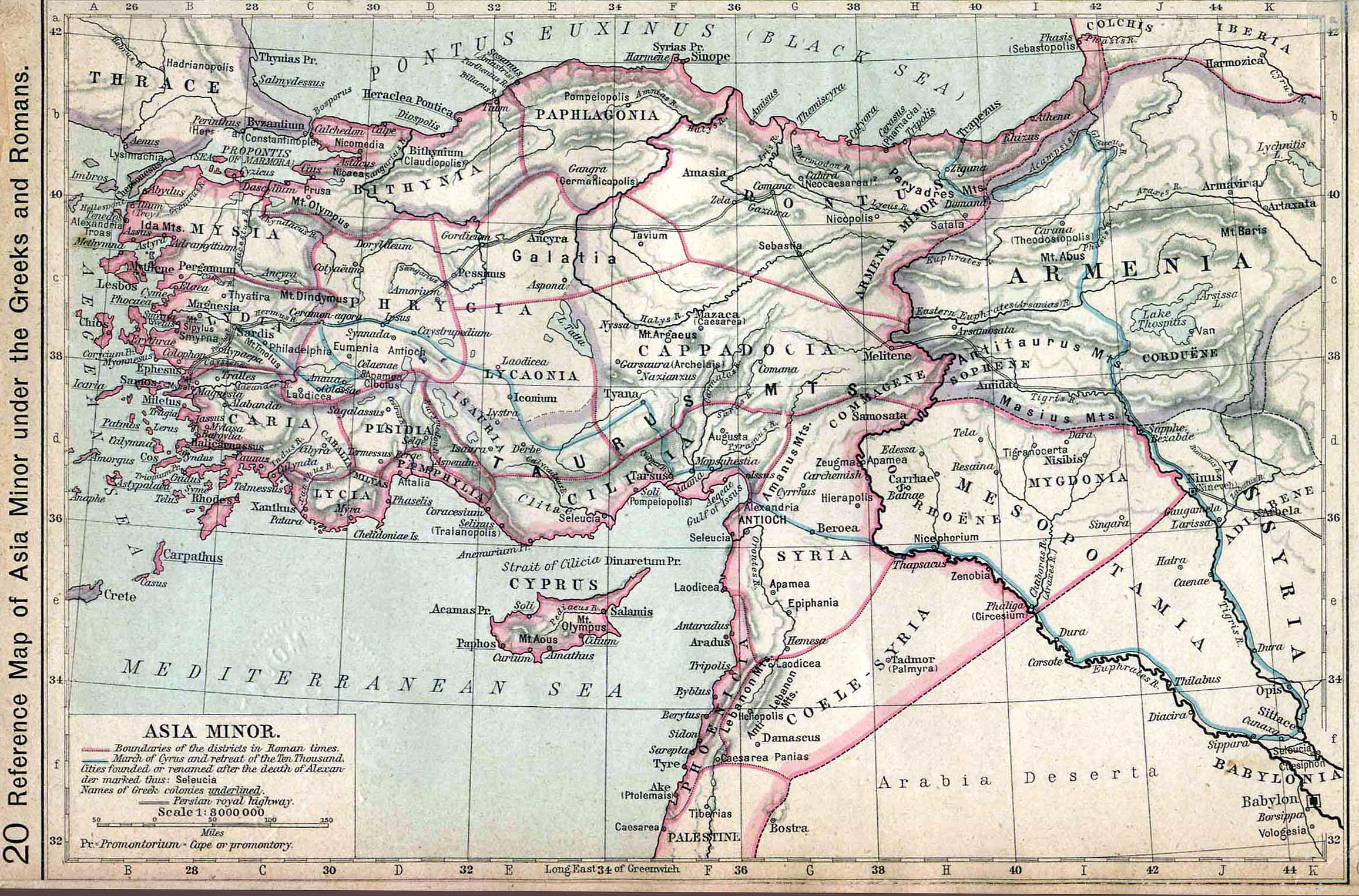
Římský Orient

K nesnázím římské říše ve 3. století přispívaly nezanedbatelnou měrou také neutěšené poměry na jejích východních hranicích. Parthský král Artabanos IV. byl v roce 224 poražen a zabit Ardašírem I., jedním ze svých povstalých vazalů. Ten pocházel z dynastie lokálních knížat panujících ve městě Stachr v Persidě a odvozujících svůj původ od zakladatele rodu Sásána. Na základě toho nazývají současní historikové Ardašíra a jeho potomky Sásánovci. Ti ovládali Írán déle než čtyři staletí a jejich novoperská říše představovala poslední velmoc starého Orientu v období před rozmachem islámu.
Nová dynastie vědomě navázala na parthské tradice, čímž usilovala o potvrzení legitimity své moci. Sásánovci nicméně potřebovali ke svému upevnění znatelný úspěch, jehož mohlo být dosaženo v boji se zahraničním nepřítelem. Sotva krátce po konsolidaci své vlády se proto Ardašír vypravil do války s Římem, v níž se perská těžká jízda ukázala být rovnocenným protivníkem Římanů. Jelikož se římská říše musela zároveň bránit náporu barbarských kmenů na dlouhých hranicích táhnoucích se podél Rýna a Dunaje, nedokázala zadržet dobře organizované Sásánovce, projevující se jako mnohem agresivnější nepřítel, než jakým byli Parthové, postrádající silnou ústřední vládu.
Sásánovci zdokonalili obranu svého území, třebaže jim až do 6. století chyběla stálá armáda. V oblasti vojenství kombinovali lehké jízdní lučištníky s katafrakty, opancéřovaným těžkým jezdectvem. Jízdu doplňovaly kontingenty válečných slonů z Indie, ovšem jejich pěchota kvalitou zaostávala za římskou. Římané si udržovali vysokou úroveň sofistikovanosti v obléhacím válečnictví, díky čemuž zvýšili dostřel obléhacích zařízení. Peršané se však v tomto směru Římanům zcela vyrovnali a užívali různé druhy artilerie, stroje ukořistěné od nepřítele, náspy a obléhací věže. Od konce 1. století budovali Římané systém ochrany východní hranice tvořený linií fortifikací, nazývaných limes, který, podstatně upraven za Diocletiana, přetrval až do doby muslimských výbojů. Sásánovci se pokoušeli po vzoru Římanů opevnit své západní provincie a zvláště za Šápúra II. byla perská obranná soustava rozšířena, zřejmě ve snaze napodobit Diocletianův limes v Sýrii a Mezopotámii.
Kulturně a vojensky vysoce rozvinutá Persie se na několik staletí stala úhlavním nepřítelem Římanů. Ti brzy seznali, že novoperská sásánovská říše je soupeřem oplývajícím téměř stejnou mocí a obdobně vnímali Římany i perští velkokrálové sídlící v Ktésifóntu. I přes toto zjištění se obě velmoci neustále vzájemně oslabovaly, v čemž sehrály svoji roli i hospodářské zájmy stran.

### Rovnováha sil

#### Počátek vojenského střetnutí

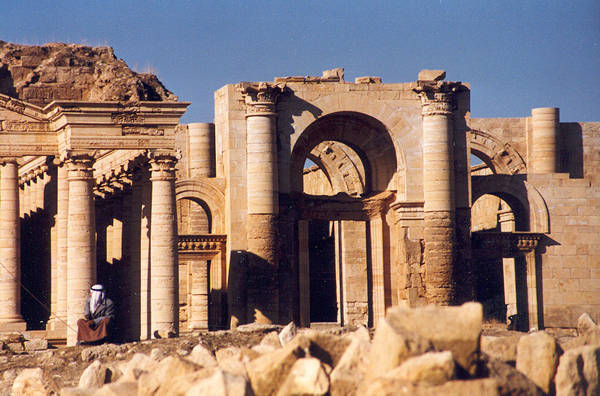
Rozvaliny Hatry

Poté, co Ardašír I. kolem roku 230 potlačil všechny své domácí konkurenty, započal s rozšiřováním své domény, což ho přivedlo do konfliktu s Římem. Jeho první výboj směřoval do Arménie, představující kvůli své geografické poloze trvalý zdroj napětí mezi Římany a Parthy. Z téhož důvodu hodlali zasahovat do tamních záležitostí i Sásánovci. V Arménii navíc až do roku 428 panovali členové vedlejší větve parthského královského rodu Arsakovců, kteří Sásánovce pokládali za uzurpátory. Ardašírův vpád do Arménie nepřinesl očekávaný výsledek a podobně dopadl i útok na Hatru v Mezopotámii. V reakci na to se císař Alexander Severus přichystal k válce a v roce 232 vedl tažení proti Seleukii a Ktésifóntu, jež uvízlo v poušti. Jednu ze tří římských pochodových kolon Peršané naprosto rozdrtili, zatímco ostatní Římané se stáhli zpět, aniž by čehokoli dosáhli. Pokračující boje, probíhající především v Mezopotámii, nepřinesly rozhodnutí, načež císař přerušil vojenské operace. Po Alexandrově smrti v roce 235 a nastalých zmatcích se Ardašír odvážil nového útoku, při němž padla do perských rukou význačná města Karrhy (Harran) a Nisibis. V roce 240, po více než dvouletém obléhání, byla dobyta také Hatra.
Motivy Ardašírova vystoupení proti Římanům jsou mezi historiky námětem častých diskuzí. Podle římských pramenů velkokrál toužil po obnovení dřívější achaimenovské říše, k čemuž je třeba podotknout, že římští dějepisci zaujímali vůči Sásánovcům zpravidla nepřátelské stanovisko. Sám Ardašír nevznášel nárok na někdejší území perské říše, nýbrž se chtěl spíše osvědčit v boji a dát najevo, že je hoden královské moci, aby ospravedlnil svoji faktickou uzurpaci. Při hodnocení těchto skutečností každopádně záleží na výkladu dostupných pramenů. Pád Hatry naplnil Římany novým odhodláním zakročit proti Peršanům. Nicméně po Ardašírově úmrtí v roce 242 se perského trůnu chopil jeho syn Šápúr I., spravující státní záležitosti již v předchozích dvou letech. Ten zdědil po svém otci válku s Římany, jimž měl uštědřit velice potupné porážky.

#### Šápúr I., přemožitel tří císařů
Šápúr I. je považován za jednoho z nejvýznamnějších sásánovských panovníků a jeho odkaz přetrvává v Íránu až do dnešních dnů. Při řízení státu uplatňoval tolerantní náboženskou politiku a zdokonalil správu říše utužením centralizace. Naproti tomu v oblasti vojenství si počínal nejprve méně obratně. Proti Římanům vedl celkem tři rozsáhlá tažení, jejichž přesný průběh lze vzhledem k nedostatečným pramenům, působícím obtíže moderním badatelům, jen stěží zdokumentovat. Nepříliš obsáhlé řecké a římské prameny leckdy odporují tvrzením Peršanů. Důležitý zdroj informací představuje slavný trojjazyčný nápis v Nakš-e Rustamu, tzv. Res gestae divi Saporis, zpráva Šápúra o jeho vítězstvích. Ačkoli s uváděnými informacemi je třeba nakládat s jistou obezřetností, současní historikové tento záznam tehdejšího dění vysoce oceňují.
První Šápúrova kampaň se udála někdy mezi léty 242 až 244. Podle Historie Augusty vytáhl císař Gordianus III. z Antiochie nad Orontem, metropole římského Východu, vstříc Šápúrovi, nad nímž zvítězil u města Rhesaina (dnešní Ra's al-'Ayn). Římané tím získali zpět kontrolu nad nedávno ztraceným územím. Nedlouho nato zosnoval pretoriánský prefekt Philippus Arabs spiknutí proti Gordianovi, jehož měl, jak tvrdí některé prameny, dát zavraždit. Šápúrovy záznamy podávají ale odlišný nástin událostí: Gordianus zamířil po vítězství u Rhesainy ke Ktésifóntu, ovšem počátkem roku 244 byl Peršany poražen a zabit v bitvě u Mišíku (přibližně 40 kilometrů západně od Bagdádu). Philippus byl vzápětí prohlášen císařem. Taktéž pozdější byzantské prameny, jako třeba Ioannes Zonaras, nereferují o Gordianově zavraždění. Tudíž je možné, že podlehl zraněním utrženým u Mišíku. Bez ohledu na přesnou příčinu Gordianovy smrti sjednal Philippus mír se Šápúrem. Římské vítězství u Rhesainy Peršany nezlomilo, třebaže byli donuceni dočasně ustoupit. Smlouva, zmíněná jen v nemnoha pramenech, znamenala pro Sásánovce značnou výhodu, zavazovala totiž Římany k platbám a teritoriálním ústupkům ve prospěch Peršanů, navíc poklesla římská podpora Arménii.
Philippus byl obdařen vítěznými přízvisky Persicus a Parthicus maximus, přesto nemohla být zamlčena skutečnost, že Římané utrpěli citelnou porážku. Šápúr nechal své vítězství zvěčnit na četných skalních reliéfech a v roce 252 nebo 253 se odhodlal k novému střetnutí s Římem. Tuto druhou expedici, trvající až do roku 257, lze opět rekonstruovat především prostřednictvím Šápúrovy zprávy. Římský císař Decius, nástupce Philippa Araba, neprojevoval zřejmě zájem o prosazování smírné politiky vůči Persii a chtěl čelit královým expanzivním záměrům v Arménii, což Šápúra podnítilo k zahájení války. V té si nejprve podmanil Arménii a následně využil Deciova úmrtí ke vpádu do severní Mezopotámie a Sýrie. Pravděpodobně na jaře 253 postoupil Šápúr podél Eufratu na římskou půdu, přičemž obešel silné pohraniční pevnosti Circesium a Dura Európos. Sásánovci byli sice poraženi v menší potyčce s místními vojáky u města Emesy (Homs), nicméně Šápúrovo vojsko, jehož jádro tvořila obrněná těžká jízda, rozdrtilo u Barbalissu údajně na 60 000 Římanů. Sásánovci si poté dočasně podrobili město Hierapolis, ležící severně od Barbalissu, a Antiochii. Peršané pronikli dokonce až do Kappadokie a v roce 256 zdolali mohutně opevněné město Dura Európos. Šápúr se i přes tyto úspěchy stáhl na perské území. Kromě toho učinil nepříliš prozíravé rozhodnutí odmítnutím nabídky spojenectví od Septimia Odaenatha, krále Palmýry. Odaenathus proto navázal kontakt s Římany, vítajícími jakoukoli pomoc.
Vzhledem k vážnosti situace římských východních provincií považoval císař Valerianus, vládnoucí od roku 253, za nezbytné vydat se na východ osobně. Valerianus shromáždil početné vojenské sbory, s nimiž táhl proti Šápúrovi. Na jaře 260 došlo k bitvě u Edessy, v níž byly Valerianovy oddíly naprosto potřeny. Tato sama o sobě velmi zlá pohroma byla ještě umocněna tím, že císař byl během boje zadržen Peršany. Valerianovo zajetí, neslýchaná a pro Římany nanejvýš ponižující událost, byla Šápúrem zachycena v jeho zprávě stejně jako na skalních reliéfech:

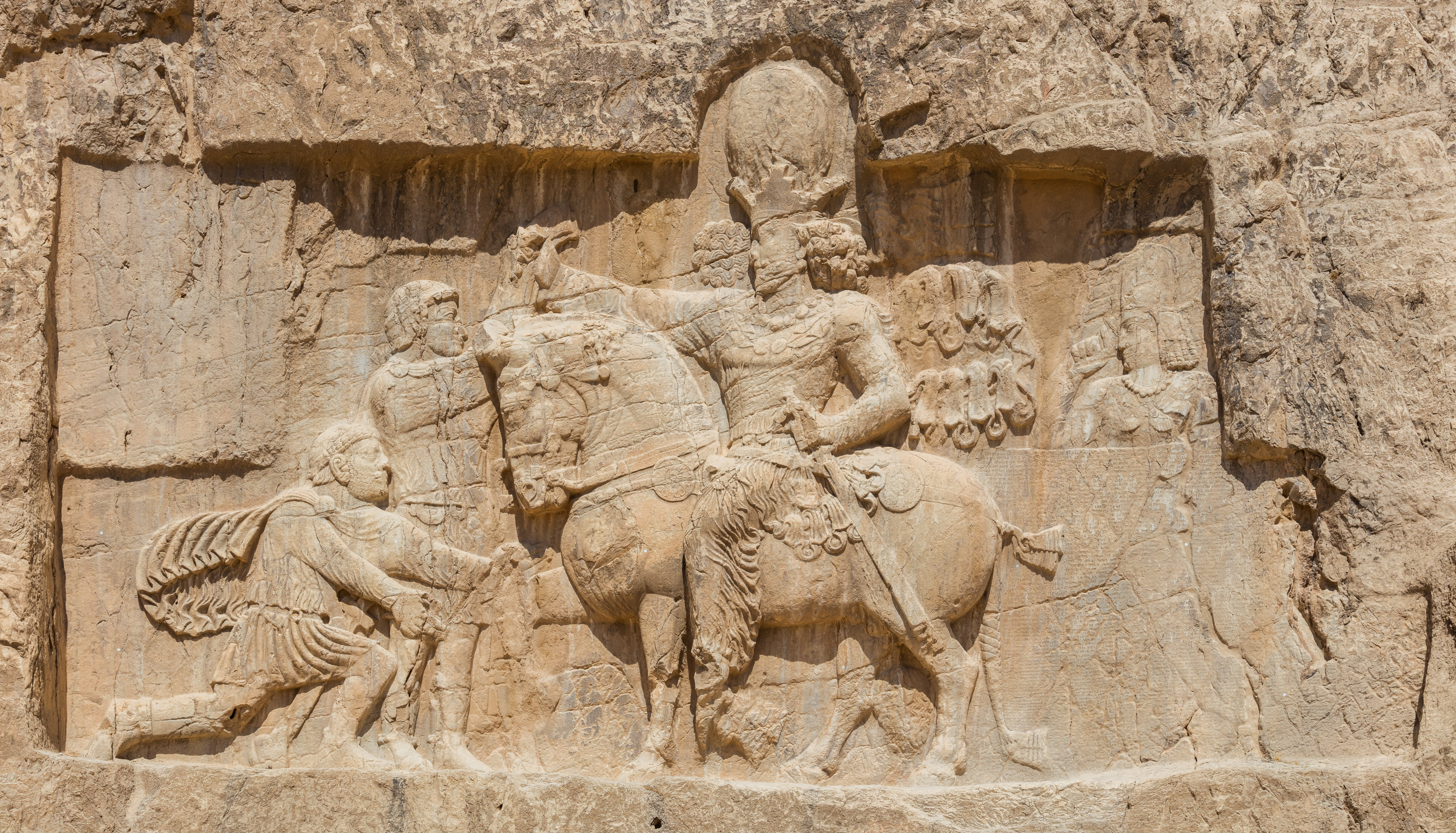
Reliéf znázorňující Šápúrovo vítězství nad Valerianem

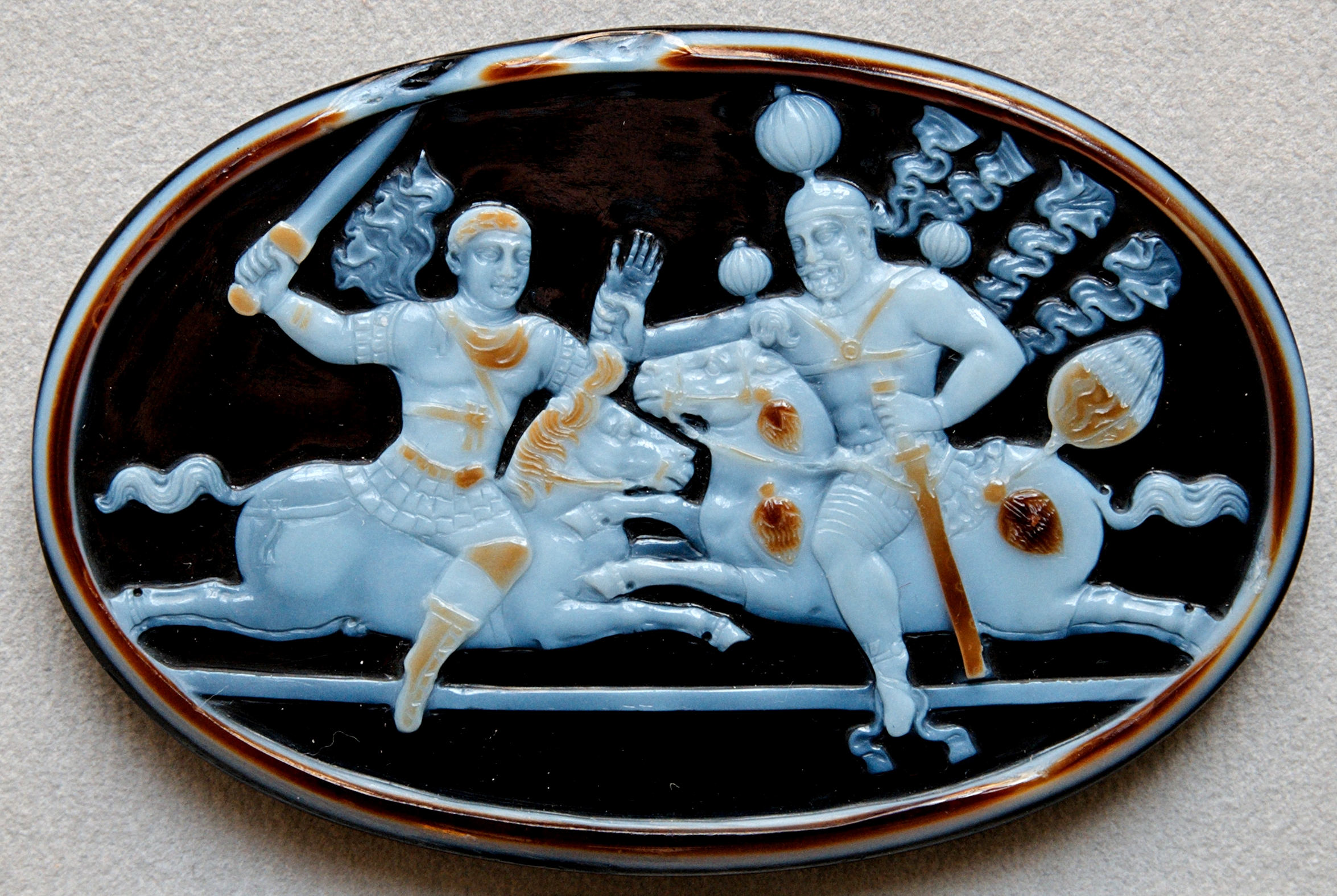
Kamej znázorňující Valerianovo zajetí Šápúrem

„A na třetím tažení, když jsme napadli Karrhy a Edessu, … přišel na nás císař Valerianus … s armádou 70 000 … a strhla se nám velká bitva a císaře Valeriana jsme se zmocnili vlastníma rukama i ostatních i náčelníka gardy a senátorů a důstojníků, kteří veleli onomu vojsku, ty všechny jsme zajali a odvedli jsme je do Persie a zemi syrskou, kilickou a kappadockou jsme ohněm vypálili a zpustošili a lidi odvedli do zajetí …“
Jistí římští historikové popisují dopadení císaře jako důsledek proradnosti Peršanů, kteří zajali Valeriana při probíhajícím vyjednávání, avšak jiní autoři spíše dosvědčují Šápúrovo líčení. Valerianus strávil zbytek svého života jako vězeň Peršanů, stejně jako jiní přeživší Římané. Ty dal Šápúr odvléci do Persie, kde byli usazeni v nově založeném sídle. Šápúr posléze zabral několik měst, včetně v krátké době podruhé vypleněné Antiochie. Římané nebyli za těchto okolností schopni klást Peršanům účinný odpor, takže hájení východních provincií vězelo na bedrech palmýrského krále Odaenatha, jenž si při plnění tohoto úkolu počínal mimořádně zdatně. Koncem roku 260 porazil perské vojsko při zpátečním pochodu, načež se mu podařilo probít až ke Ktésifóntu.
Více než dvacet let uběhlo, než se Římané dokázali opět chopit iniciativy v boji s Peršany. Šápúr přesto nemohl svého vítězství využít, protože Peršané se od roku 261 museli bránit Palmýřanům. Po roce 260 přešel král na západě do defenzívy, což patrně souviselo s jeho zaneprázdněností poměry na východních hranicích Persie. Územní zisky Sásánovců na západě byly proto nevýznamného rozsahu, ačkoli vytrvalé válčení si na straně Peršanů vyžádalo množství obětí. Úspěchy proti Římanům sice zajistily nové dynastii legitimitu, nicméně i přes velká vítězství z let 244 a 260 Peršané nenaplnili svůj strategický záměr: získat přístup ke Středozemnímu moři. V letech následujících po pokořující porážce u Edessy se Římané postupně vypořádali s novou zahraničněpolitickou realitou, čehož dosáhli provedením zásadních vnitřních reforem vedoucích ke konsolidaci hospodářství a posílení bojeschopnosti armády.

#### Diocletianova válka s Peršany
V závěru Šápurova života a rovněž po jeho smrti v roce 270 nebo 272 převládala na římsko-perské hranici nečinnost. K tomu přispěl pokračující neklid v římské říši, částečně překonaný teprve za císaře Aureliana, zatímco sásánovští králové se museli potýkat s vlastními problémy. Šápúrovi potomci Bahrám I. a Bahrám II. energicky zakročili proti vzestupu manicheismu. Bahrám II. byl navíc nucen zdolat vzpouru na východě své říše, čehož císař Carus využil v roce 283 k útoku do Mezopotámie. Římané postoupili k perskému hlavní městu Ktésifóntu, které v červnu nebo červenci 283 dobyli. Ovšem Carova náhlá a nejasná smrt znamenala konec tohoto tažení.

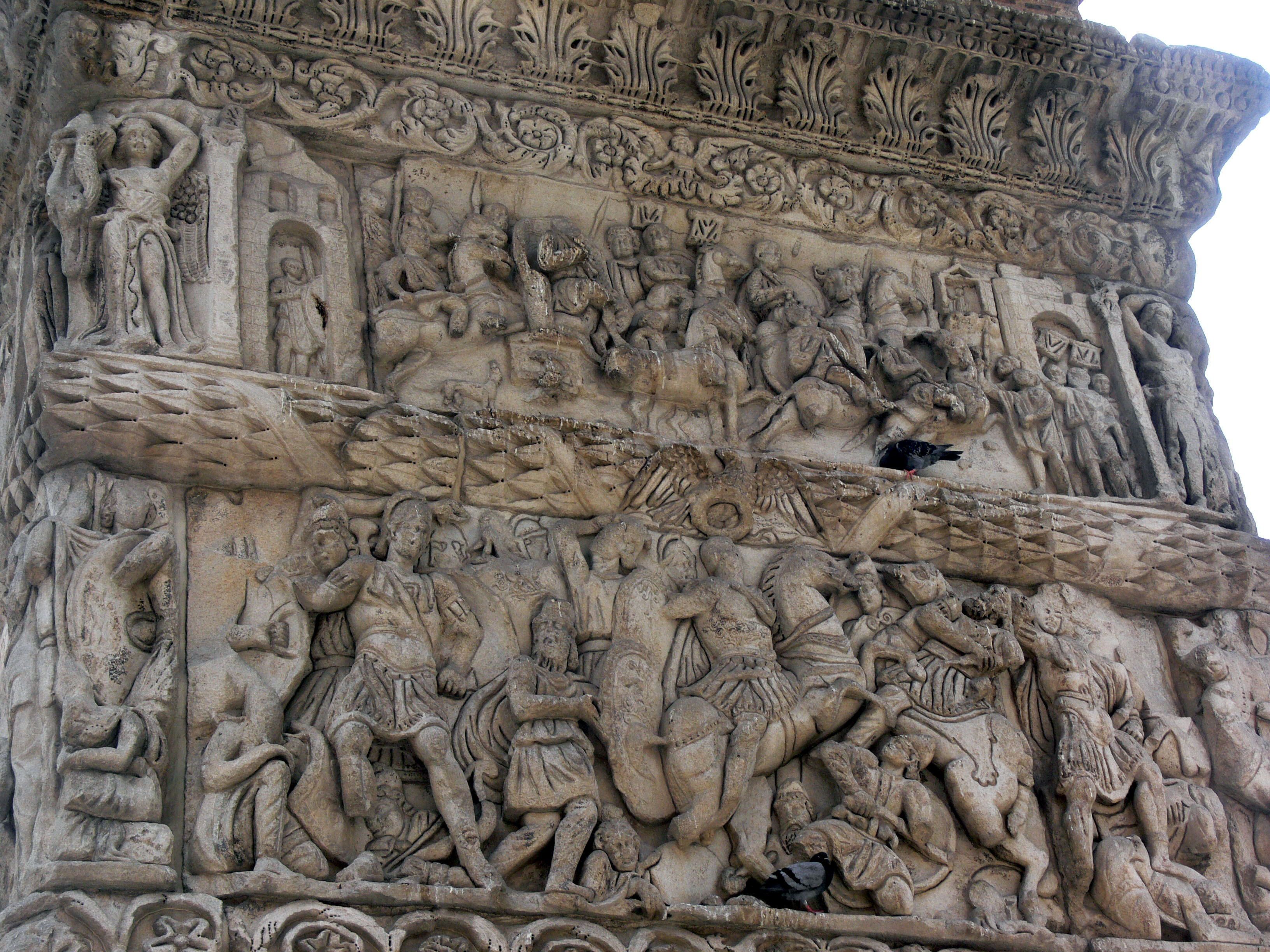
Galeriův oblouk v Soluni

Nástupem císaře Diocletiana v roce 284 bylo definitivně završeno krizové období římské říše ve 3. století, neboť Diocletianus a jeho spolucísařové, panující v rámci systému tetrarchie (čtyřvládí), prosadili dalekosáhlé reformy obnovující stabilitu římského státu. V roce 287 proběhlo jednání s králem Bahrámem II., s nímž byla uzavřena mírová smlouva. Toto řešení považoval Diocletianus jen za dočasné, jelikož po odvrácení hrozby ze strany Germánů a dosažení vnitřního upevnění říše se hodlal obrátit proti Peršanům. V roce 290 uvedl sesazeného arménského krále Tiridata III. zpět do jeho království, čímž se dotkl sásánovských zájmů. Král Narsé, panující od roku 293, zareagoval na římský postup napadením Arménie v roce 296. Diocletianus, potlačující tehdy povstání v Egyptě, pověřil odvrácením perského útoku svého spolucísaře Galeria. V dalším roce ale Galerius utrpěl v Mezopotámii, někde mezi městy Kallinikos (Rakka) a Karrhy, těžkou porážku.
Nato Diocletianus spěšně odcestoval z Egypta do Sýrie. Údajně byl natolik rozezlen neúspěchem svého caesara, že Galeria, oblečeného v purpurový oděv císařů, nechal běžet několik mil před svým vozem. V roce 298, případně ještě v roce 297, Římané přešli znovu do ofenzívy. Galerius vyrazil do Arménie, jejíž hornatý reliéf ztěžoval účinné rozvinutí obávaného perského těžkého jezdectva, a u arménské osady Satala Narsa překvapivým útokem zaskočil a rozhodně porazil. Do rukou Římanů padl dokonce králův harém, kvůli čemuž byl Narsé, strachující se o své příbuzné, nucen ucházet se o mír. Tzv. mírem z Nisibis z roku 298 (ojediněle ho badatelé kladou do roku 299) přišli Sásánovci o pět provincií ležících mezi Tigridem a jeho přítokem jménem Velký Zab, stejně jako o oblast severní Mezopotámie se strategicky a hospodářsky důležitým městem Nisibis (Nusaybin), v němž směla být v jako jediném místě provozována obchodní výměna mezi oběma říšemi.
Galeriovo vítězství značně pozvedlo prestiž Říma. Některé z mírových podmínek, zvláště předání Nisibis a rozšíření římského vlivu na levý břeh Tigridu, vnímali Peršané jako nadmíru pokořující. Perský vyjednavač prý Galeriovi sdělil, že Persie a Řím jsou dvě obrovské světové mocnosti a není třeba, aby usilovaly o zničení svého soupeře. Římané by tudíž neměli pokoušet štěstěnu. Nato Galerius propadl zlosti a vytkl Peršanovi smrt císaře Valeriana v zajetí. Trvající napětí mezi velmocemi nebylo překlenuto ani tímto ujednáním. Někteří historikové pokládají Římany stanovený mír za uměřený, protože Galerius si mohl klást daleko větší nároky. Toto hodnocení ale nezohledňuje míru rozhořčení vzbuzující tato dohoda u Peršanů, toužících po odplatě v novém válečném střetnutí.

#### Řím a Persie za Konstantina Velikého
V roce 305 se Diocletianus jako do té doby jediný římský císař dobrovolně vzdal moci. Jím založené vládní uspořádání tetrarchie, počítající se současným působením dvou starších (augusti) a dvou mladších císařů (caesares), se však zhroutilo ještě za trvání jeho života. V roce 306 byl Konstantin, syn právě zesnulého augusta Constantia I., v rozporu s principy tetrarchie prohlášen za císaře vojskem v Británii. Do roku 312 opanoval západní polovinu římské říše a zároveň provedl nábožensko-politické rozhodnutí světodějného významu: doposud pronásledované křesťanství povýšil na státem preferované náboženství. V roce 324 Konstantin přemohl svého posledního soka a stal se tak jediným panovníkem celé římské říše. O několik let později přesunul sídlo své vlády na východ do města Byzantion, jež bylo přejmenováno na Konstantinopol.

Konstantinovo obrácení resp. jeho podpora křesťanství se projevily i ve vztazích mezi Římany a Peršany, jejichž králem byl Šápúr II. Vzhledem k nízkému věku perského panovníka, který se měl formálně ujmout vlády ještě před okamžikem svého narození v roce 309, procházela Persie počátkem 4. století obdobím slabosti. Teprve po roce 325 se Šápúr chopil řízení státních záležitostí a brzy se osvědčil jako schopný monarcha. Vývoj v římské říši musel velkokrále přirozeně zneklidňovat, jelikož mnozí jeho poddaní, především v Mezopotámii, vyznávali křesťanství. Dokud byli křesťané v Římě pronásledovaní, mohli si být Sásánovci jisti loajalitou této části obyvatel své říše. Nyní ale hrozilo, že křesťané v Persii budou podporovat římského císaře, jehož chápali jako ochránce křesťanské víry, přičemž císařská moc stále více vycházela z křesťanských idejí. Podle Eusebia z Kaisareie dokonce Konstantin toto své chápání sebe samotného vyjádřil v dopise odeslaném Šápúrovi. Ten se nikoli neprávem cítil ohrožen, k čemuž přispívalo také rozšíření vlivu křesťanství v Arménii a Ibérii. Shromáždil proto vojsko v Mezopotámii, aby si násilím vynutil revizi ustanovení mírové smlouvy z Nisibis. Vzápětí vtáhl do Arménie, na jejíž trůn dosadil sobě poslušného krále. Konstantin poté poslal svého syna Constantia do Antiochie a synovce Hannibaliana do Malé Asie. V roce 336 si obě strany vyměnily emisary, jejichž prostřednictvím však nebylo dosaženo mírové dohody, pročež se Konstantin začal připravovat k válečnému tažení proti Persii.
Konstantinovy záměry postrádají na jednoznačnosti. Hannibalianus měl být zřejmě ustaven králem Arménie jako rex regum et Ponticarum gentium. Kromě toho nelze vyloučit, že si Konstantin chtěl podrobit perskou říši a učinit z ní klientský stát Říma. Ať už se Konstantinovy plány týkaly čehokoli (nehledě na jejich realističnost), jeho smrt v květnu 337 způsobila, že se zamýšlená válka s Persií neuskutečnila. Záhy po Konstantinově úmrtí byla vyvražděna většina jeho vzdálenějších příbuzných, zatímco jeho synové se po několik let věnovali hlavně vzájemnému mocenskému boji, po jehož skončení v roce 353 připadla celá říše Constantiovi. Ten musel po velkou část svého panování čelit ambicím svého úhlavního nepřítele Šápúra II., jenž nedopřál Římanům oddech celá desetiletí.

#### Válka „bratrů“: Constantius II. a Šápúr II.
Šápúr II. využil neklidu v římské říši po Konstantinově smrti a přivedl vojsko do římské Mezopotámie. Jeho cíl představovalo znovudobytí Nisibis, ovšem první obléhání v roce 337 (nebo 338) ztroskotalo. V letech 346 a 350 následovala další dvě obležení tohoto města, Peršané se ho ale ani tehdy nedokázali zmocnit. Velkokrál se mezitím zapletl taktéž v Arménii. Ve vnitřní politice zahájil stíhání perských křesťanů, motivované spíše politickými než náboženskými pohnutkami. V roce 338 vyrazil Constantius II., císař východní části římské říše, proti Šápúrovi. Constantius se patrně pokoušel vyhýbat svedení otevřené bitvy. Jeho strategie spočívala v odvracení perských útoků na soustavu pohraničních fortifikací, střežících přístup k východním provinciím Říma. Římská defenzivní doktrína vycházela z držení strategicky důležitých měst, poskytujících zásobování pevnostem nacházejícím se v jejich blízkosti. Klíčová pozice v tomto systému byla vyhrazena městu Nisibis, kvůli čemuž Šápúr opakovaně a neúspěšně usiloval o jeho dobytí.
Roku 344 došlo u města Singara k bitvě, v níž Constantius nasadil vlastní těžké jezdectvo, vytvořené po vzoru Peršanů. Třebaže se již zdálo, že se vítězství přiklání na římskou stranu, málo ukáznění Constantiovi vojáci se příliš vysunuli vpřed, načež byli přemoženi. V tomto střetu zahynul také jeden z perských princů. Výsledek boje císaře ještě více utvrdil v prosazování defenzivní taktiky. K tomu je třeba poznamenat, že Constantius disponoval pouze částí římské branné moci, neboť zbytek podléhal jeho bratrům Konstantinovi II. a Constantovi. Rovněž Šápúr se musel vypořádávat s jinými vnějšími komplikacemi: východ jeho říše sužovali svými nájezdy Chionité, barbaři příchozí ze stepí střední Asie. Constantius využil jejich invaze a nastalého klidu zbraní na římsko-perské hranici k tomu, aby si po Constantově zavraždění zabezpečil v roce 353 vládu nad římskou říší.

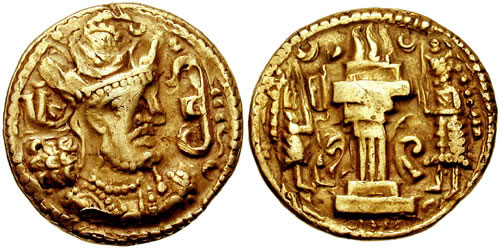
Mince Šápúra II.

V roce 358 proběhlo mezi Constantiem a Šápúrem jednání, o jehož obsahu jsme dobře informováni zásluhou historika Ammiana Marcellina. Ammianus se jako důstojník účastnil pozdějších bojů a v závěru 4. století sepsal dílo Res gestae, poslední rozsáhlou, latinsky psanou historickou práci z doby antiky. V ní je podrobně a spolehlivě zachycen závěr Constantiovy perské války, přičemž podává pozoruhodnou zprávu o jednání Constantia a Šápúra, v jehož průběhu se panovníci označovali za bratry. Šápúr císaře dopisem žádal o odstoupení rozlehlých oblastí Mezopotámie stejně jako Arménie, v níž nabývali vlivu stoupenci spojenectví s Římany. Constantius neměl pochopitelně v úmyslu přenechávat římské území svému protivníkovi, takže muselo dojít k opětovnému obnovení konfliktu. Ammianovo líčení prozrazuje, že Římané a Peršané, i přes rozhořčený boj, jenž spolu vedli, v zásadě uznávali jistou vyváženost své moci. Ačkoli mezi sebou udržovali nepřátelství, byli schopni se navzájem respektovat.
Tato skutečnost neodradila Šápúra od zahájení nového vpádu do severní Mezopotámie v roce 359. Velkokrál, v jehož doprovodu se vyskytovaly oddíly Chionitů, se poučil z předchozích nezdarů. Přímý útok na pohraniční opevnění měl jen nepatrnou naději na úspěch, perské vojsko, čítající údajně 100 000 mužů, se jim proto vyhnulo a zamířilo k Amidě (Diyarbakır). Tato pevnost musela být Peršany obsazena, jelikož zdejší početná posádka, tvořená pomocnými sbory, by jim jinak mohla přivodit závažné problémy v jejich týlu. Obléhání se oproti původním očekáváním ukázalo nadmíru náročné a zdlouhavé; Amida padla teprve po 73 dnech, během nichž museli Peršané strpět citelné ztráty. Šápúr se v dalším roce zmocnil významných měst Singary a Bezabde. Jeho pokračující nápor se už nesetkal s úspěchem a stáhl se tedy zpět do Persie.
Navzdory ústupu Peršanů si byl Constantius vědom toho, že riziko jejich nového útoku prozatím nepolevilo. Obrátil se tudíž do Galie na svého bratrance Juliana, jemuž v roce 355 svěřil hodnost caesara, s požadavkem vyslaní dodatečných vojenských sil. Jakmile galští vojáci obdrželi patřičné rozkazy, zdráhali se uposlechnout a posléze provolali Juliana novým císařem. Nelze přitom nezmínit nikoli bezdůvodné podezření, že zdánlivě spontánní povýšení Juliana, jehož ke Constantiovi nepoutaly právě dobré vztahy, bylo pravděpodobně zinscenováno. Julianus se ihned odebral s vojskem na východ, kde se hodlal utkat v občanské válce s Constantiem. Konfliktu však zabránila Constantiova náhlá smrt v Kilíkii v listopadu 361.

#### Julianovo dobrodružství zakončené katastrofou
Constantiovým nástupcem se stal jeho sok Julianus, usilující o potlačení křesťanské církve, všestranně preferované Konstantinem a jeho syny, a o obrození tradičního pohanství. Pozdější křesťanští spisovatelé ho přezdívali Julianus Apostata („Odpadlík“), třebaže jeho anachronistické prosazování starých kultů se nakonec ukázalo být odsouzené k nezdaru. Kromě vzkříšení uctívání pohanských bohů si Julianus uložil ještě jeden důležitý úkol: chtěl podstoupit vojenskou výpravu do Persie a definitivně odstranit sásánovské nebezpečí. Za tímto účelem odcestoval císař v létě 362 do Antiochie. Na rozdíl od Constantia mohl v nadcházejícím tažení uplatnit veškerý vojenský potenciál říše.

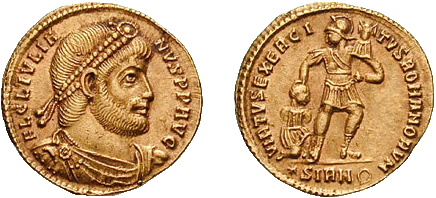
Solidus s portrétem Juliana, na zadní straně vyobrazen římský voják, třímající vojenskou standartu, s rukou položenou na hlavě zajatce

Důvody Julianova rozhodnutí o napadení Persie jsou mezi historiky vystavovány četným diskusím, protože nebyl dán žádný podnět k provedení ofenzívy takového rozsahu. Peršané Julianovi dokonce nabídli vyjednávání, což ale císař odmítl. Jedním z často udávaných motivů je Julianovo přání napodobit Alexandra Velikého, o čemž se zmiňuje i Ammianus. Alexandr ostatně představoval vzor hodný následování pro každého vojevůdce táhnoucího na východ. Julianus se navíc musel potýkat s problémem nedostatečné legitimity své vlády, jíž se domohl uzurpací. Pokud si chtěl opatřit patřičnou podporu pro svůj dalekosáhlý reformní program, nejvhodnějším prostředkem k jejímu zajištění se jevilo velkolepé vítězství nad Peršany a z něho plynoucí věhlas. Jestliže by se mu podařilo instalovat v Arménii a Persii prořímské vládce, vyrovnal by se tak znamenitým císařům, jakými byli Traianus a Diocletianus, díky čemuž by mohl snáze překonat vnitropolitický odpor.
Vedle toho lze uvést ještě jeden motiv: utužení soudržnosti římské armády. Ta totiž postrádala svornost, neboť pouze Constantiovo úmrtí zamezilo tomu, aby se vojáci z Galie a z východu postavili proti sobě v občanské válce. Leckteří velitelé galského vojska, jako třeba Dagalaifus nebo Nevitta, věřili v pohanské bohy, zatímco většina východního důstojnického sboru sestávala z jedinců křesťanského vyznání. Dále se lze jen dohadovat, do jaké míry se velitelé východní armády, oplývající nepřeberným množstvím zkušeností z bojů s Peršany, stavěli skepticky k Julianovu útočnému pojetí vedení války. Julianův válečný entuziasmus s ním zdaleka nesdíleli všichni jemu podřízení vojáci. Tomu nasvědčují popravy důstojníků a decimace celých vojenských útvarů, k nimž došlo při vlastním tažení.
5. března 363 se Julianus vydal z Antiochie na východ. Ohledně síly jeho vojska se v pramenech objevují rozdílné údaje, každopádně se však jednalo o jednu z nejrozsáhlejších římských vojenských operací období pozdní antiky. Císař nejprve pověřil arménského krále obstaráním zásob a pomocných sborů. V Hierapoli pak vešel ve styk s předáky arabských kmenů a poté sestoupil se svými muži podél řeky Eufrat na jih. V jeho doprovodu se nacházel rovněž Hormizd, člen perské královské rodiny, jenž před lety uprchl do římské říše a působil jako Julianův rádce. Někteří dějepisci se domnívali, že tento princ by byl v případě římského vítězství dosazen na perský trůn. O průběhu vojenských akcí nám předkládá detailní a hodnověrné líčení dílo Ammiana Marcellina. Ten popisuje i neblahá tušení soužící císaře při zastávce ve městě Karrhy. Julianus poslal část vojska, podle Zósima šlo o asi 18 000 mužů, vedenou svým příbuzným Procopiem a comitem Sebastianem k arménskému králi Arsakovi II., s jehož přispěním měli Římané obsadit levý břeh Tigridu. S jádrem svých sil, zahrnujícím přibližně 65 000 vojáků, pochodoval na Ktésifón, přičemž si podrobil několik nepřátelských měst a pevností. Přestože Římané pronikli hluboko na nepřátelské území, perské vojsko jim nekladlo odpor. Peršané se místo toho omezili na drobné přepady, zneklidňující Římany, jimž překáželi v přístupu k zásobám.

Julianovo perské tažení

Koncem května 363 stanuli Římané před perským hlavním městem Ktésifóntem, k němuž dorazil také Šápúr v čele perského vojska, které Římané porazili a zahnali na útěk. Římští velitelé si uvědomovali, že dobývání Ktésifóntu by bylo spojeno s nesmírnými obtížemi. Julianus se proto odhodlal k rozhodnutí majícímu závažné dopady. Protože Římané postrádali obléhací zařízení nezbytné k ovládnutí města v přijatelném čase a zároveň nemohli použít svoji původní trasu ke stažení na římské území, cestou se totiž uchýlili k drancování, Julianus hodlal zamířit do perského vnitrozemí, kde se chtěl spojit s římskými oddíly, o nichž předpokládal, že se v souladu s instrukcemi vydali ze severní Mezopotámie. Římští důstojníci zpochybňovali tento záměr, nicméně Julianus prosadil svůj návrh proti jejich vůli a začátkem června překročili Římané Tigris a zahájili pronásledování Šápúra. Lodě, podporující vojsko, byly zapáleny, což se projevilo jako Julianův zásadní přehmat. Po několika dnech stále namáhavějšího postupu, ztěžovaného tenčícími se zásobami, perským uplatňováním taktiky „spálené země“ a vysokými teplotami, Julianus zanechal marného stíhání Šápúra a přikázal ústup. Morálka v mužstvu poklesla na nejnižší bod.
Při zpátečním pochodu Římanů se objevilo čerstvě shromážděné perské vojsko. V bitvě v oblasti Maranga, svedené 26. června 363, sice Římané dokázali zadržet nepřátelský útok, ovšem Julianus utržil zranění, jemuž záhy podlehl. Svolané kolegium velitelů se po delších debatách usneslo na výběru člena tělesné stráže Joviana za nového císaře. Zásobovací situace se nepřetržitě zhoršovala a souběžně se zvyšovala intenzita perských nájezdů. Římané byli tedy vystaveni nebezpečí naprostého rozkladu vojska, avšak za těchto nanejvýš složitých okolností se Šápúr nečekaně uvolil zahájit jednání. Římanům strádajícím hladem nezbylo než přistoupit na Šápúrovy tvrdé podmínky. Mírovou smlouvou Peršanům se zřekli suverenity nad Arménií, kromě toho odstoupili města Nisibis a Singaru a jiné území v Mezopotámii získané Galeriem, takže hranice mezi oběma mocnostmi se vrátila do podoby před rokem 298. Diocletianovy teritoriální zisky byly odevzdány zpět Peršanům, čímž Šápúr dosáhl předmětu svého snažení. Římané vnímali tuto smlouvu jako zahanbující, neboť ztrátou Nisibis přišli o klíčový opěrný bod svého obranného systému. Oficiální vzdání se římského území představovalo řídce se vyskytující výjimku, pokud už k němu někdy došlo, dělo se tak nanejvýš fakticky.
Julianova perská válka skončila naprostou pohromou, k čemuž přispělo císařovo očividné podcenění klimatických a geografických poměrů v perské říši a provádění nepříliš rozumných opatřeních. Persie se velice lišila od Galie, kde Julianus slavil své největší úspěchy. Taktéž sásánovská těžká jízda se ukázala být zcela jiným nepřítelem než barbarské kmeny. Ačkoli vztahy mezi Římem a Persií vykazovaly v dalších letech jisté známky zlepšení a došlo k určité formě pokojného soužití, Římané nikdy nezapomněli na nečestný mír, k němuž byli v roce 363 přinuceni. Při všech pozdějších válečných střetnutích přikládali tudíž dobytí Nisibis nejvyšší prioritu.

### Přerušovaný mír
Za panování Jovianova nástupce Valenta došlo v roce 369 nebo 370 k bojům v Arménii, nad níž se Šápúr II. snažil prosadit perskou svrchovanost. Římské vojsko vstoupilo do země a dosadilo na trůn Peršany svrženého krále Papa. V dalších letech intenzita válčení poklesla, což bylo zapříčiněno Valentovou zaneprázdněností Góty na Balkáně a Šápúrovou smrtí v roce 379. Za vlády Theodosia I., posledního císaře kontrolujícího celé území římské říše, byl spor o Arménii vyřešen dohodou o rozdělení země, sjednanou pravděpodobně v roce 387. Na základě ní připadla Peršanům většina Arménie (nazývaná Persarménie), naproti tomu Římané obdrželi pouze asi pětinu území království. Tato smlouva vedla ke korekci hranic prospěšné pro obě říše. Ve vzájemných vztazích převládal okolo roku 400 dosud nevídaný soulad, o čemž svědčí i anekdota zmiňovaná ještě v 6. století římským historikem Prokopiem z Kaisareie: východořímský císař Arcadius v roce 408 na smrtelné posteli údajně svěřil svého malého syna Theodosia II. pod ochranu perského velkokrále Jazdkarta I. Křesťanský historik Sokrates Scholastikos popsal Jazdkarta jako snášenlivého a křesťanům nakloněného panovníka. Jazdkartova tolerantní náboženská politika zřejmě přispěla ke shodě mezi velmocemi, k čemuž napomohla rovněž vstřícnost pretoriánského prefekta Anthemia, majícího do roku 414 zásadní vliv na politiku Konstantinopole.

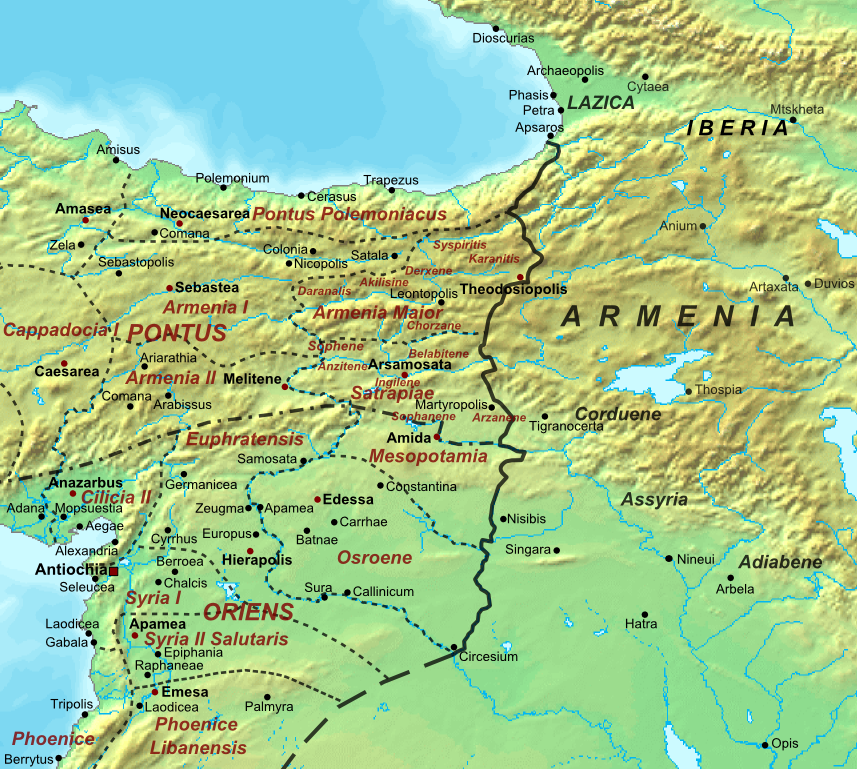
Římsko-perské pohraničí po rozdělení Arménie koncem 4. století

Navzdory tomu se v letech 420 až 421 rozhořel mezi Římany a Peršany nový konflikt, jehož hlavní příčina tkvěla v perzekuci perských křesťanů, kteří svojí misionářskou činností popuzovali zarathuštrovské mágy. Jistý biskup dokonce inicioval stržení jednoho ze zarathuštrovských chrámů ohně. Když se vzpíral dát ho znovu vybudovat, musel zasáhnout velkokrál. Mnozí křesťané uprchli na římské území, kde jim císař Theodosius II. poskytl ochranu. Koncem roku 420 Jazdkart zemřel, načež vypukl boj o moc, z něhož vyšel vítězně jeho syn Bahrám V. Ten se rozhodl pokračovat ve válce s Římany, o jejímž průběhu jsme ale jen nedostatečně informováni z důvodu chybějících pramenů. Bahrám, jeden z nejpodivnějších sásánovských vládců, přitáhl se svým vojskem k pevnosti Theodosiopolis (Erzurum) v Arménii, avšak jeho útok ztroskotal. Poté se mu s pomocí arabských spojenců Lachmovců podařilo zmařit římské obléhání Nisibis. Tito Arabové byli vzápětí Římany tvrdě poraženi při pokusu o dobytí Antiochie. Římský magister militum Areobindus prý zabil jednoho z perských velitelů v souboji a Římané zdolali na bitevním poli sásánovský elitní oddíl „nesmrtelných“. Celkově nerozhodné střetnutí bylo završeno mírovou smlouvou z roku 422, v níž obě strany přislíbily umožnit stoupencům odlišných náboženství volné praktikování své víry. Kromě toho měli Římané Peršanům platit za ochranu kavkazských průsmyků před Huny. Římané se tím fakticky zavázali k odvádění tributu, třebaže jeho výše nebyla příliš vysoká.
Bahrámův syn Jazdkart II. tuto smlouvu v roce 440 nebo 441 porušil, protože Římané mu nejspíše přestali vyplácet slíbenou sumu, a vpadl na nepřátelské území, kde narazil na magistra militum Anatolia. K žádným větším střetům nedošlo, neboť Římané se ukázali svolní k obnovení plateb, takže byl opět nastolen dřívější status quo. V mírové smlouvě byl zakotven zákaz výstavby nových pevností na společné hranici. Jazdkart se obdobně jako jeho otec musel zabývat ohrožením severní hranice své říše, způsobeným příchodem Heftalitů, známých také jako Bílí Hunové.
Tyto dva krátké konflikty zůstaly spíše ojedinělými epizodami v období překvapivě přátelských poměrů mezi Římany a Peršany v 5. století. Okolo roku 468 nastala menší krize vyvolaná spory v oblasti Kavkazu, přičemž došlo k oboustrannému vyslání vojsk, válce se ovšem podařilo předejít diplomatickými prostředky.

### Boj o převahu v Orientu

#### Kavádovy války
Dlouhý mír v 5. století skončil rokem 502, kdy se perský velkokrál Kavád I. vypravil proti Římanům. Příčina Kavádova tažení je obecně spatřována v napjaté vnitropolitické situaci Persie. Kavád totiž čelil opozici perské šlechty a svůj trůn si dokázal zajistit jen s přispěním Hefthalitů. Navíc se musel vypořádávat s náboženským a sociálním hnutím mazdakovců, destabilizujícím jeho říši. Podle popisu v kronice Josue Stylity Kavád požádal východořímského císaře Anastasia I. o finanční podporu, v čemž byl odmítnut. Velkokrál pak shromáždil mocné vojsko, o němž se Římané domnívali, že je určeno k potlačení nepokojů v Persarménii, a na podzim 502 podnikl nečekaný útok. Při tom si podmanil město Theodosiopolis v římské části Arménie a zahájil obléhání Amidy, jež padla v lednu 503.

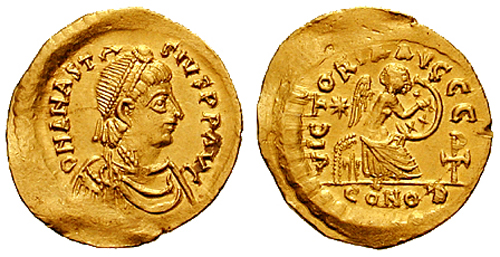
Anastasius I.

Anastasius, ochotný nejprve k vyjednávání, odeslal proti útočníkům na tehdejší dobu nezvykle velkou armádu, čítající 52 000 mužů. Nicméně Římanům chybělo jednotné velení, kvůli čemuž byly jejich válečné akce odsouzeny k nezdaru. Asi 12 000 mužů podlehlo Peršanům v Mezopotámii, zatímco ostatní vojsko bylo odraženo u Amidy. Odpovědnost za tyto porážky byla připisována císařovu synovci Flaviu Hypatiovi. Kavád neúspěšně obléhal Edessu a mezitím Anastasius jmenoval velitelem na východní hranici magistra officiorum Kelera. Ten pronikl do perské Arzaneny a současně jiné římské vojsko zpustošilo Persarménii. V roce 505 se Římanům dokonce podařilo získat zpět Amidu. Kavád, ohrožovaný nájezdy Hunů, uzavřel roku 506 s Anastasiem mír, který měl trvat původně sedm let, nakonec ale vydržel o třináct let déle. Během válečných operací v Mezopotámii Římané seznali, že Peršané oplývají značnou výhodou v podobě silně opevněné Nisibis. Císař proto v rozporu s dřívějším ujednáním nechal vybudovat obdobně mohutné fortifikace ve městě Daras (přejmenovaném na Anastasiopolis), čímž Peršanům zavdal záminku k rozpoutání nové války v roce 526.
Kavádova druhá válka s Římany probíhala převážně v oblasti Kavkazu, na níž si obě velmoci činily nárok. Konstantinopol, v níž se chopil moci Justinus I., se snažila prohloubit svůj vliv v tamějším království Lazika, což Peršané vnímali jako zásah do vlastní sféry zájmů. Římané se navíc považovali za ochránce křesťanů v perské Ibérii. Král Lazů jménem Tzath odcestoval někdy v roce 521 nebo 522 do Konstantinopole, nechal se tam pokřtít a oženil se s křesťankou. Peršané si tyto skutečnosti vykládali jako posílení spojenectví mezi Lazikou a Římany. V reakci na to se pokusili obrátit křesťanské Ibery na zoroastrismus, takže iberský král Gurgenes požádal Justina o podporu. Následně došlo k válce, odehrávající se hlavně v kavkazském regionu a v mezopotámském pohraničí, jež pokračovala po Justinově smrti v roce 527. Kavád se ve svých plánech neomezoval jen na Ibérii, nýbrž usiloval i o zničení Dary.

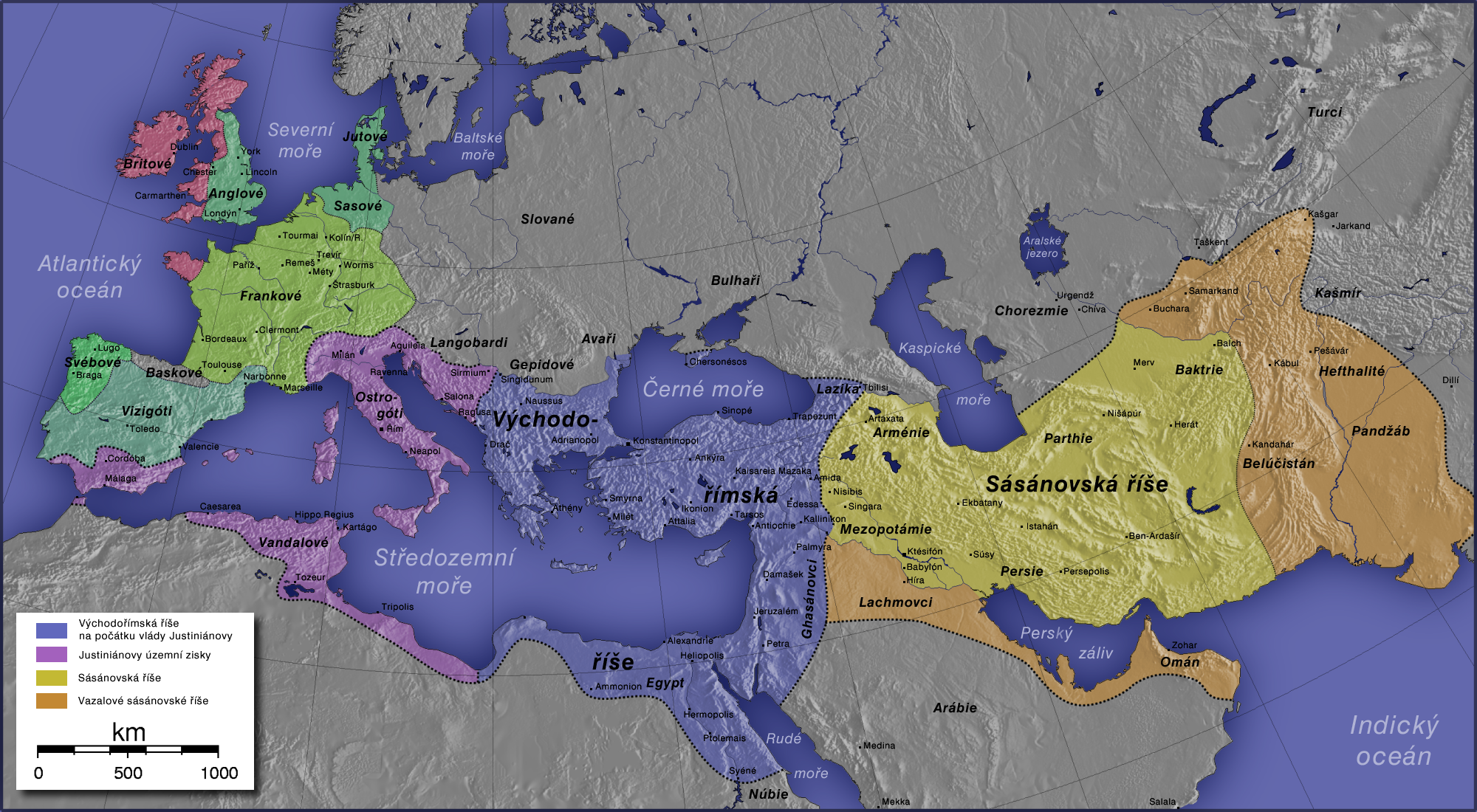
Římská a perská říše za vlády Justiniána

Justinův nástupce, jeho synovec a důvěrník Justinián I., je řazen mezi nejvýznamnější pozdněantické panovníky, jelikož ještě jednou pozvedl moc Římanů, ačkoli dlouhé a namáhavé konflikty, vedené za jeho vlády, východořímskou říši zásadně vyčerpaly. Justiniánova válka s Peršany je zachycena ve znamenitém díle historika Prokopia z Kaisareie, na něhož později navázal Agathias. V boji se proslavili zvláště Justiniánovi vojevůdci Sittas a Belisar. Prvně jmenovaný si počínal obratně v nově vytvořené funkci magistra militum Arménie, kterýžto region nabýval pro Římany stále více na důležitosti. Belisar odrazil roku 530 rozsáhlou perskou ofenzívu v Mezopotámii v bitvě u Dary, nicméně hned v dalším roce podlehl Peršanům u Kalliniku, načež byl císařem odvolán. Justinián dále prohloubil Anastasiem navázanou alianci s arabskými Ghassánovci. Taktéž Kavád zmobilizoval proti Římanům své arabské spojence. Přesto se žádné z válčících stran nedařilo získat nad svým protivníkem převahu.
Po Kavádově smrti v roce 531 se v Persii ujal vlády velkokrálův mladší a oblíbenější syn Husrav I. Ten v září 532 sjednal s Justiniánem tzv. „věčný mír“, v rámci něhož Římané souhlasili s placením kontribuce ve výši 11 000 liber zlata. Kromě toho si směli podržet Daru a došlo k vydání všech dobytých pevností. Klid na východní hranici umožnil Justiniánovi napřít svoji pozornost na západ, kde Belisar stihl v krátké době zničit říši Vandalů v severní Africe a napadnout Itálii kontrolovanou Ostrogóty. Vratkost míru s Peršany se však ukázala již v roce 540, kdy Husrav pronikl do Sýrie.

#### Římané sevřeni Husravem I.
Husrav I. náležel k nejpřednějším panovníkům sedícím na ktésifóntském trůnu. Tento perský velkokrál se stal rovnocenným soupeřem Justiniána I., navíc byl oddán filozofii a umění a proslul také jako pozoruhodný monarcha a do jisté míry i jako bezohledný vojevůdce. V mnoha směrech dosáhla sásánovská říše v období jeho vlády svého zenitu. Vysloužil si přízvisko Anóšak-ruván („ten, jehož sláva je nepomíjející“) a těšil se úctě svých nepřátel. Husrav rozdrtil hnutí mazdakovců a provedl četné vojenské a vnitřní reformy, jimiž posílil královskou moc na úkor šlechty. Těmito opatřeními si zajistil zvýšení daňových příjmů, což mu umožnilo postupovat agresivněji v zahraničněpolitických záležitostech.

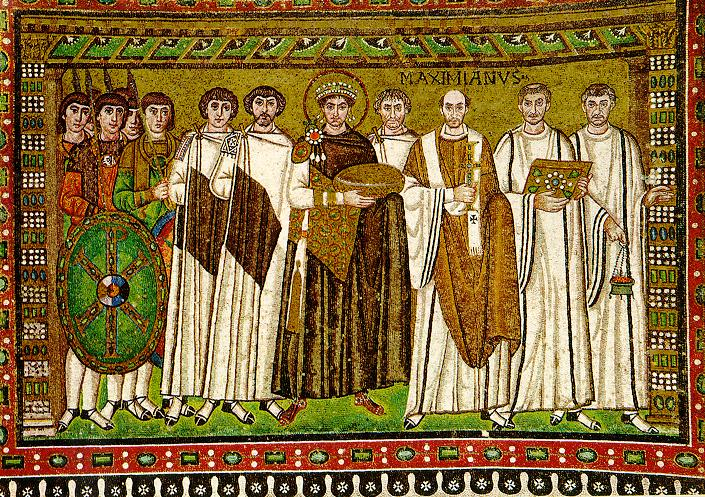
Justinián I., mozaika v bazilice San Vitale v Ravenně

V roce 540 se chopil nabízející se příležitosti k napadení Římanů, zaneprázdněných bojem na západě. Jako záminka mu posloužily nevyřešené rozepře mezi arabskými vazaly Římanů a Peršanů, Ghasánovci a Lachmovci. Svoji roli patrně sehrála i nabídka spojenectví od Ostrogótů. Na jaře 540 vytáhl Husrav do Sýrie v čele obrovského vojska, jež u města Kirkesion překročilo Eufrat a pak se vydalo vstříc Antiochii. Justinián pověřil svého příbuzného a zdatného generála Germana organizováním obrany této klíčové metropole římského Orientu. Germanus disponoval jen asi 300 muži a po zhlédnutí městských opevnění dospěl podle Prokopia k názoru, že hájení Antiochie je beznadějné, v čemž ho utvrdilo i prodlení slíbených posil. Proto ještě před příchodem Peršanů město opustil. Husrav si zatím při postupu k Antiochii vynutil výkupné od mnohých syrských měst, jimž pohrozil dobytím. Ta, která se jeho vydírání nepoddala, případně nemohla zaplatit požadovanou sumu jako třeba Beroia (Aleppo), byla napadena a vydrancována. Taktéž obyvatelstvo města Sura bylo deportováno a částečně zmasakrováno. V Antiochii císařský emisar striktně zakázal poskytnout Peršanům jakoukoli platbu, jíž by se město mohlo vykoupit. Husrav ho tudíž oblehl a následně bez větších potíží dobyl. Velkokrál zde získal nezměrnou kořist, přičemž nechal přeživší obyvatele odvést do Persie a usadit poblíž Ktésifóntu. Husrav se poté odebral do antiochijského přístavu Seleukie, kde podstoupil rituální koupel ve Středozemním moři a vykonal oběť slunečnímu bohu. Posléze se neúspěšně pokusil zdolat hradby Dary a zanedlouho se vrátil zpět do Persie.
Pád Antiochie přivodil Římanům značný šok. Příčina této pohromy spočívala v zapojení Justiniánových vojsk do boje proti Ostrogótům v Itálii. Východořímská říše byla od tohoto momentu fakticky nucena k vedení války na dvou frontách. Císař vnímal Peršany jako naléhavější problém a převelel na východní hranici Belisara s vojenskými sbory, majícími posílit tamější oddíly, čítající jen asi 15 000 až 30 000 mužů. V roce 541 pronikli Peršané do Laziky a svedli zde rozhořčený zápas o klíčovou pevnost Petra, ležící na pobřeží Černého moře. Král Lazů Gubazes se obrátil na Peršany, neboť byl zřejmě zneklidněn přítomností Římanů ve své zemi. Záhy se ale Gubazes přiklonil znovu k Římanům. V témže roce se Belisarovi nepodařilo dobýt Nisibis. Roku 542 Husrav znovu napadl římské teritorium a zamířil k syrskému městu Sergiopolis (Resafa). Belisar ovšem ohrozil jeho zásobovací trasy, čímž velkokrále donutil přerušit tažení, a zachránil Edessu. Navzdory tomu Peršané dobyli město Kallinikos a odvedli tamější obyvatele. Krátce nato nahradil Belisara, odvolaného do Konstantinopole, generál Martinus. Ve stejném roce propukl tzv. justiniánský mor, jenž ničivě postihl Římany i Peršany.

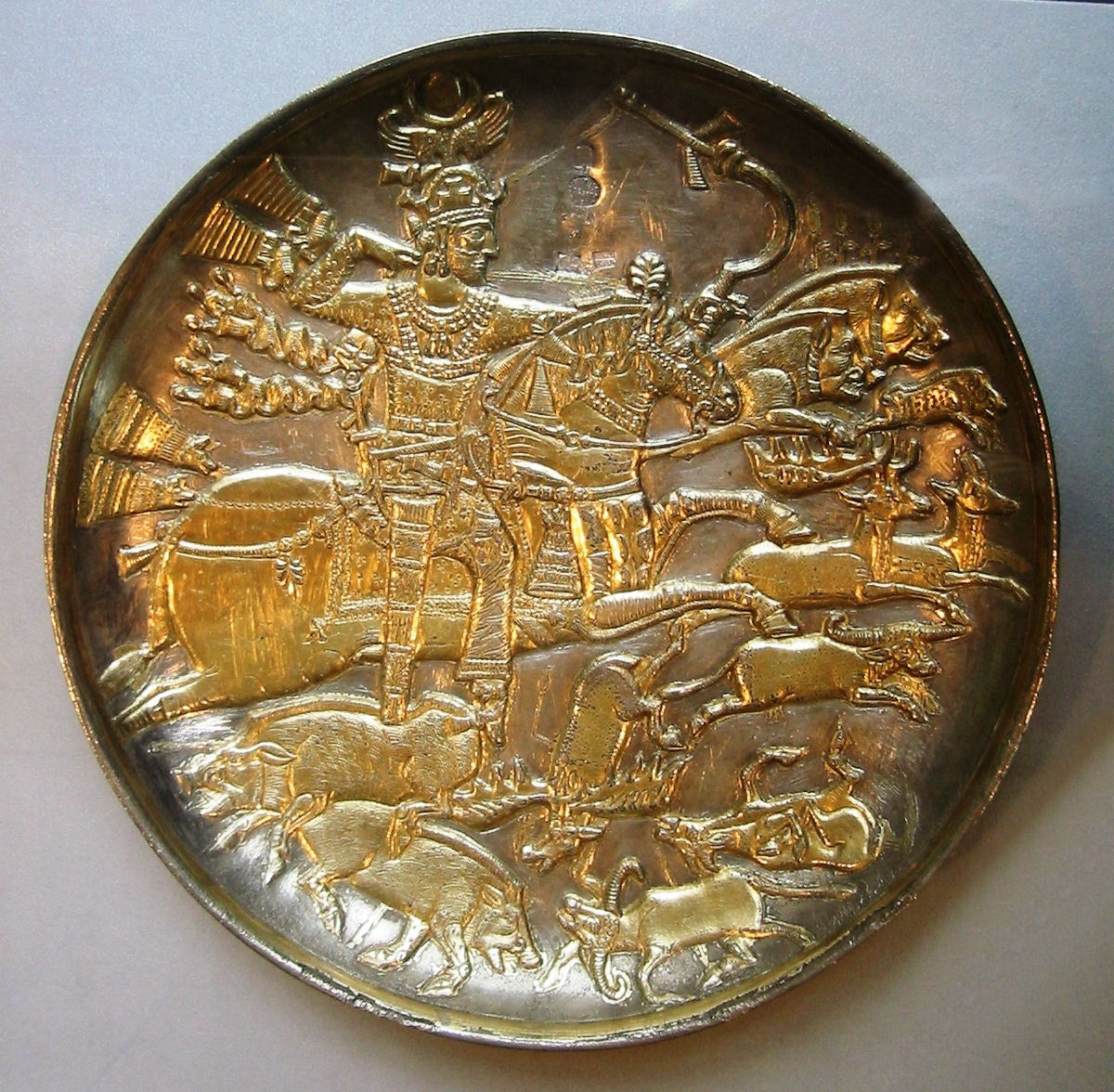
Lovecká scéna s Husravem I. (7. století)

Pokračující střetnutí se vyznačovalo obdobným průběhem i v dalších letech. V roce 543 Římané zaútočili do Persarménie, avšak utrpěli vážnou porážku u místa jménem Anglon. Vzápětí Husrav vpadl do Mezopotámie a oblehl Edessu. Tomuto městu příslušel mimořádný význam, protože se v něm nacházelo zázračné mandylion, údajně znázorňující Kristovu tvář. Po ztroskotání obléhání Edessy došlo k rozhovorům, na základě nichž byl nastolen klid zbraní, zabezpečující Justiniánovi nezbytnou volnost k akcím na západě. Příměří se nevztahovalo na Laziku, jelikož Husrav se nehodlal vzdát tamějších územních zisků. V roce 548 byla válka obnovena, nicméně o tři roky později bylo dohodnuto nové, Justiniánem draze vykoupené příměří. Třebaže Římané byli po zbytek Justiniánovy vlády ušetřeni perských nájezdů, v Lazice konflikt neustával. Velkokrálova vojska byla z této země vytlačována jen velice pomalu a teprve kolem roku 556 uštědřili Římané Peršanům těžkou porážku, po níž je odsud téměř úplně vypudili. V roce 557 bylo uzavřeno třetí příměří, jež se týkalo i Laziky. Po dlouhých vyjednáváních, které za Římany vedl magister officiorum Petros Patrikios, dospěly obě strany k mírové smlouvě, k níž byly dotlačeny také stoupajícím vnějším ohrožením.
Doba platnosti smlouvy byla určena na padesát let. Podle dojednaných podmínek setrvala část Laziky v moci Konstantinopole a arabští vazalové měli zachovávat klid zbraní. Peršané se zavázali bránit kavkazské průsmyky před Huny a jinými barbary. Smlouva zahrnovala dále ustanovení ohledně zacházení s dezertéry, stejně jako zákaz výstavby nových pevností na společné hranici a nikoli nedůležitou dohodu o obchodních stycích. V souvislosti s obchodními zájmy je třeba připomenout východořímskou podporu zásahům křesťanského aksumského království na území nynějšího Jemenu. Konflikt na jihu Arabského poloostrova zůstal pouhou epizodou, poněvadž Husrav si počínal aktivně rovněž v této oblasti a někdy před rokem 572 tam prosadil svoji převahu.

#### Válka s Peršany za Justina II. a Maurikia
Justiniánovi se nakonec podařilo udržet východní hranici, ačkoli k tomu musel vynaložit nezměrné úsilí. Jedno z ustanovení mírové smlouvy z roku 562 působilo na Římany poměrně potupně, neboť byli nuceni Sásánovcům odvádět roční tribut ve výši 30 000 solidů. Císař Justinus II., panující od roku 565, pokládal tuto podmínku za neakceptovatelnou a snažil se domoci vyváženější dohody. Napjaté vztahy byly vyvolány i jinými důvody, především otázkou držby sporných území na Kavkaze, kvůli nimž vešla Konstantinopol ve styk s pro-římskými silami v Persarménii. Císaře popuzovalo také dosazení perského správce v Jemenu a loupeživé přepady Lachmovců. Ioannes z Epiphanie přidává ještě jeden motiv: Peršané se měli pokusit zadržet konstantinopolského vyslance Zemarcha, směřujícího k Turkům do střední Asie. Husrav se chtěl s Justinem dohodnout na ročních platbách, císař tomu ale nebyl nakloněn a naopak žádal vrácení již vyplacených peněz. Poté, co odmítl Peršanům poskytovat tribut, rozhořel se konflikt nanovo.
Ani jedna ze stran nebyla připravena na válku, vyvíjející se z hlediska Římanů zpočátku nepříznivě. Aliance s Turky nepřinesla očekávaný účinek, Justinus se navíc znesvářil se svými arabskými spojenci. V roce 573 se Peršané probili do Sýrie a zmocnili se Apameie. V téže době padla po zdlouhavém obléhání strategicky významná pevnost Daras, stěžejní bod římské obrany. Její ztrátu nevynahradily ani úspěchy Římanů v Persarménii, jejíž hlavní město Dvin obsadili s pomocí Arménů. Neblahé zprávy přicházející z východní hranice poznamenaly duševní zdraví císaře, jenž propadl nepříčetností. Vedení státních záležitostí a velení vojsku vykonával proto po zbytek Justinova panování Tiberios Konstantinos, povýšený koncem roku 574 na caesara. Tiberios dohodl s Husravem jednoleté příměří, nevztahující se na Arménii. Pro Římany se situace jevila beznadějně i v Itálii, postupně podrobované Langobardy, a na Balkáně, svíraném Avary a zástupy Slovanů. Přesto v roce 575 (nebo 576) generál Justinianus, příbuzný Justina II., dobyl u Melitene (Malatya) přesvědčivého vítězství nad Husravem. Velkokrál nejprve vpadl do Anatolie, kde vyplenil Sebasteiu (Sivas), avšak při ústupu přes Eufrat byl zaskočen Justinianem. Větší část perského vojska byla zničena a sám Husrav jen stěží unikl. Justinianus posléze pronikl hluboko na sásánovské území a zpustošil Atropatenu.

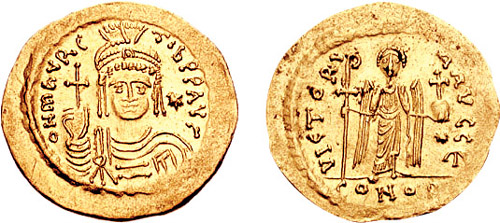
Maurikiův solidus

Po Husravově úmrtí v roce 579 se jeho nástupce Hormizd IV., v pramenech popisovaný veskrze negativně, rozhodl vytrvat v boji, přestože Tiberios, vládnoucí od roku 578 jako císař, se ho pokusil pohnout k míru. Tiberios pověřil velením ve válce na východě schopného vojevůdce Maurikia, který vydrancoval Singaru v Mezopotámii. Peršané ihned zareagovali útokem do římské Mezopotámie, čímž narušili Maurikiovy zásobovací linie. Maurikios zastavil v roce 581 perský postup na Eufratu a způsobil Sásánovcům citelné ztráty. Po Tiberiově smrti roku 582 se Maurikios ujal trůnu v Konstantinopoli. Období jeho panování a související válečné konflikty vylíčil ve svém díle dějepisec Theofylaktos Simokattés, poslední autor tvořící způsobem odpovídajícím tradiční antické historiografii. Jiný důležitý pramen představují církevní dějiny Euagria Scholastika, zatímco většina ostatních prací se dochovala jen v útržkovité podobě.
Maurikios pokračoval ve válce s Peršany, v níž ale ani jedna ze stran nemohla dosáhnout převahy. V roce 586 císař odmítl Hormizdovu mírovou nabídku, jíž považoval za nepřijatelnou. Následujícího roku zvítězili Římané u Dary, vzápětí ovšem Peršanům sami podlehli. Nerozhodná situace vydržela další dva roky. Římské vojsko se vzbouřilo kvůli zvažovanému snížení žoldu, čehož Peršané nemohli využít z důvodu nájezdu nomádských kmenů na jejich severní hranici. V roce 589 skončila vzpoura Římanů, nad nimiž převzal velení generál Komentiolos. Téhož roku Římané porazili v menším střetnutí perského vojevůdce Bahráma Čóvéna, proslaveného velkolepými úspěchy nad Turky. Protože Hormizd se obával Bahrámova věhlasu, chopil se této příležitosti, aby ho zbavil funkce. Brzy poté vypověděl Bahrám velkokráli poslušnost a povstal proti němu. Hormizd, beztak postrádající podporu šlechty, byl počátkem roku 590 sesazen a zhruba o měsíc později zabit. Za těchto neklidných okolností připadla královská hodnost Hormizdovu synovi Husravovi II., jemuž se Bahrám odmítl podřídit. V nastalém konfliktu Bahrám přemohl Husrava, jenž vyhledal záchranu v útěku z Ktésifóntu. Z nesvornosti Peršanů těžili Římané, jejichž generál Ioannes Mystakon oblehl Dvin v Arménii a postoupil do Atropateny. Husravovi nezbylo než uprchnout na římské území a obrátit se o pomoc na Maurikia. Císař přistoupil na Husravovu nabídku, načež se římské a perské oddíly poprvé a naposledy společně vypravily proti nepříteli. Bahrám byl v létě 591 poražen v bitvě u řeky Blarathon a Husrav se opět ujal trůnu.
Podle smlouvy, završující takřka dvacet let trvající válku, obdržel Maurikios některá ze sporných území v Mezopotámii, velkou část Persarménie a Ibérie a rovněž pevnost Daras. Císař se zřejmě zachoval relativně velkoryse, jelikož Bahrám byl při jednání s Římany ochoten k mnohem větším ústupkům než Husrav. Vztahy mezi Maurikiem a Husravem, jehož měl snad císař dokonce adoptovat, se vyvíjely velmi přátelsky. Zdálo se tedy, že Římané a Peršané nastoupili cestu k rozvoji nové etapy mírového soužití.

#### Triumf Husrava II. a Herakleiův protiúder

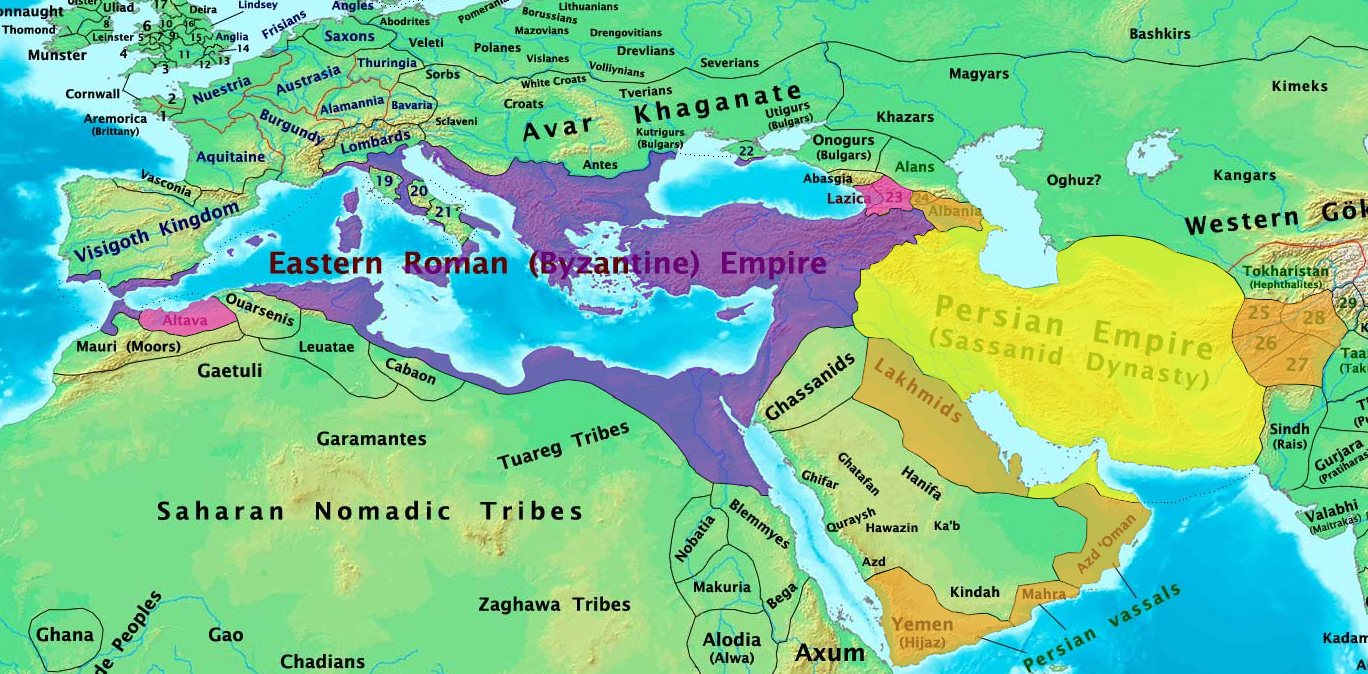
Rozsah byzantské a novoperské říše v roce 600

Klid na východní hranici dovolil Maurikiovi přesunout uvolněné vojenské sbory na Balkán, aby zde čelily Avarům a Slovanům. Husrav II. mezitím konsolidoval svoji pozici a ozdravil státní finance, díky čemuž Persii hospodářsky a kulturně pozvedl. Koncem roku 602 však došlo k události, jež vyústila v poslední velký střet mezi Římany a Peršany, překonávající svojí intenzitou a rozsahem všechny předchozí konflikty. Úspěšnými taženími na Balkáně vytlačil Maurikios Avary a jejich slovanské spojence z římského území, odkud je nechal pronásledovat na severní břeh Dunaje. Když svým mužům přikázal strávit zimu na nepřátelském území, vypukla v římském vojsku vzpoura, do jejíhož čela se postavil nižší důstojník jménem Fokas. Ten se vypravil na Konstantinopol, v níž byl uznán za císaře. Maurikios se pokusil utéct, nicméně byl chycen a společně se svými syny padl za oběť ukrutné smrti. Fokas měl potom zahájit skutečnou hrůzovládu, jak o tom pojednávají vůči němu nepřátelsky naladěné prameny.

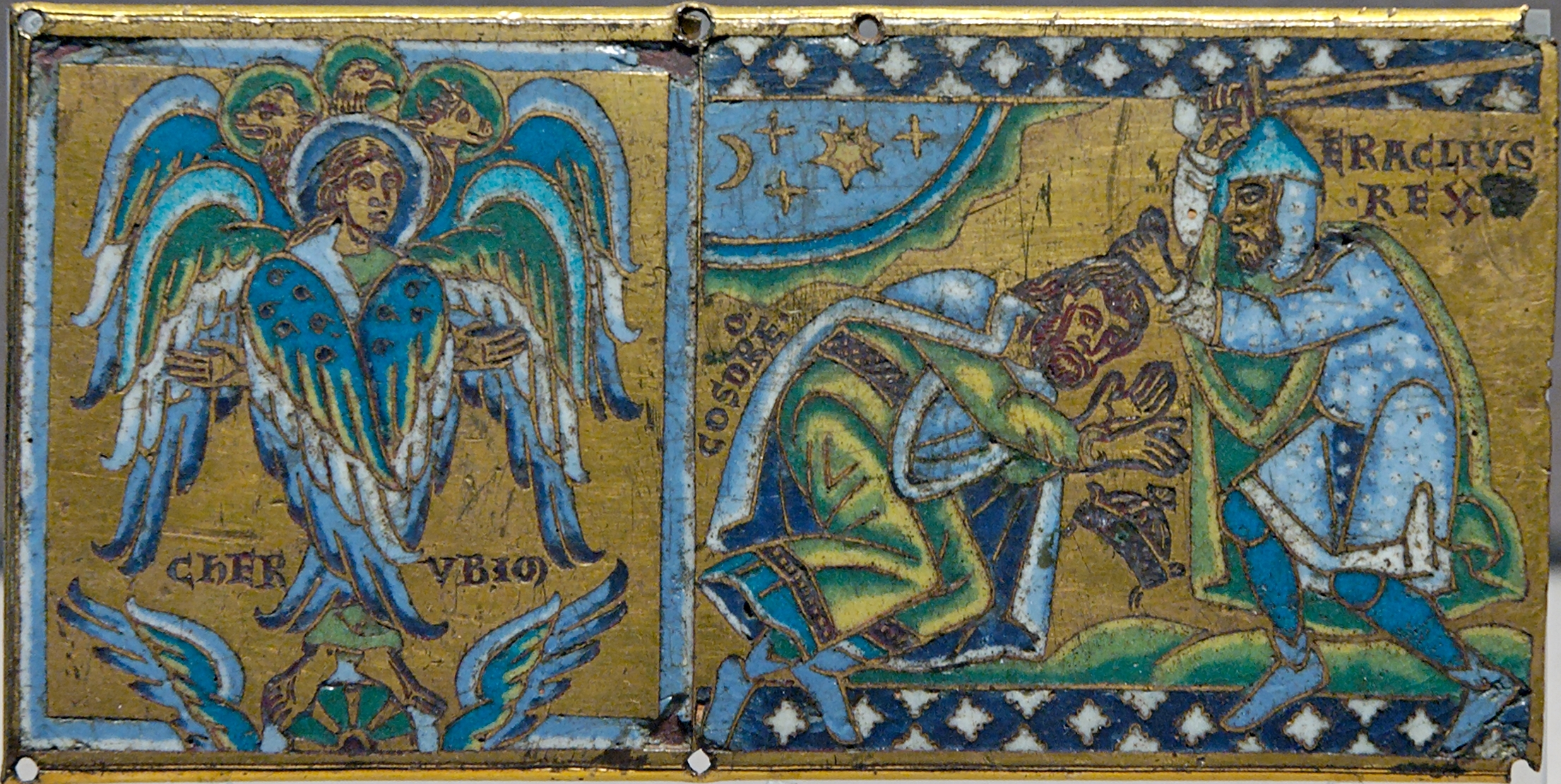
Velkokrál Husrav II. se podrobuje císaři Herakleiovi, Louvre

Husrav využil smrti svého dobrodince Maurikia a roku 603 napadl římské území. V nadcházejících letech si postupně podmanil města Amidu, Daru, Edessu, Hierapolis a Beroiu, přičemž jeho vojsko připravilo Římany také o Arménii. Někteří z obyvatel Peršany podrobených oblastí přijímali nepřátelskou invazi s pasivitou, neboť křesťanské spory ohledně Kristovy přirozenosti odcizily místní monofyzitskou populaci ústřední vládě v Konstantinopoli. Husrav dal navíc předvést jistého muže, o němž tvrdil, že je Maurikiovým přeživším synem Theodosiem a legitimním císařem. Foku svrhlo v roce 610 spiknutí opozičních sil, jež vyneslo na trůn Herakleia, syna kartaginského exarchy. Nový císař musel nejprve překonávat odpor oddílů věrných Fokovi, což nejspíše ulehčilo pronikání Peršanů. Ačkoli skutečnou povahu Fokova panování nelze objasnit, protože k dispozici máme pouze tendenční prameny pocházející z Herakleiova období, zřejmě se vyznačovalo značnou mírou násilí a tyranie. Herakleios, nepochybně jeden z nejvýznamnějších císařů východořímské říše, byl oslavován jako její záchrance, třebaže ani on nedokázal Peršany zpočátku zastavit.

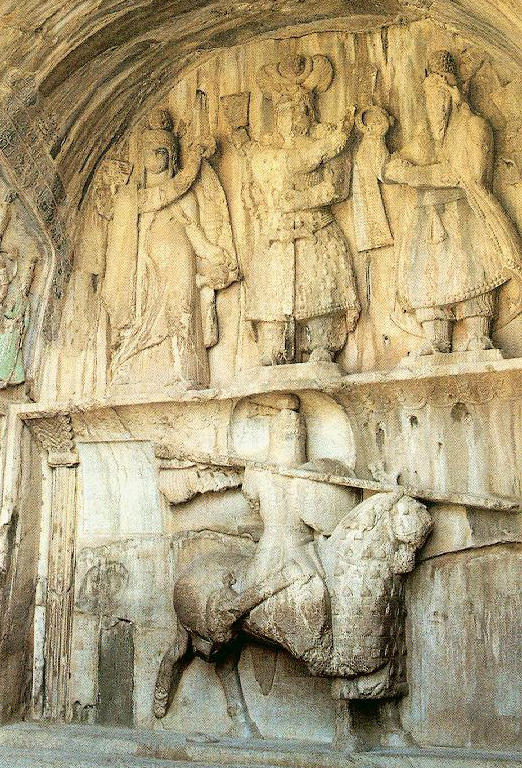
Vyobrazení Husrava II., ve spodní části znázorněn katafrakt

Fokovým svržením nabral perský postup na rychlosti. Před rokem 610 se Sásánovci pomalu ale nezadržitelně zmocňovali Arménie a římské Mezopotámie. Z jejich počínání bylo patrné, že mají v úmyslu tato území získat natrvalo, poněvadž, na rozdíl od dřívějších tažení, neváhali vynaložit dostatek času na systematické zdolání všech římských pevností a měst. V roce 611 překročilo sásánovské vojsko, vedené generálem Šáhénem, Eufrat a vstoupilo do Kappadokie, kde dobylo město Caesarea (Kayseri). Římané posléze sevřeli útočníky ve městě a téměř jeden rok je v něm obléhali, nicméně Šahénovi se v létě 612 podařilo uniknout do Arménie. Roku 613 zahájili Římané vlastní ofenzívu: Herakleios spojil síly se svým bratrancem Niketou v Sýrii a vydal se vstříc perskému generálovi Šahrvarázovi, jemuž podlehl ve velké bitvě poblíž Antiochie. Římané se pak pokusili čelit Peršanům u Kilických bran, byli ovšem znovu poraženi. V témže roce padla do rukou Peršanů města Damašek, Apameia a Emesa (Homs).
Ztrátou Sýrie byla východořímská říše fakticky rozetnuta ve dví a její obrana byla zásadně podlomena. Hrozivé poměry Římanů se dále vystupňovaly v roce 614, kdy Peršané s pomocí Židů dobyli Jeruzalém, v němž zmasakrovali tisíce křesťanů. Mezi ukořistěnými předměty se nacházel i svatý kříž, který vítězný generál Šahrvaráz odevzdal Husravově oblíbené manželce Šírén. Tato pohroma zapůsobila na křesťany děsivým dojmem. O rok později podnikli Peršané mohutnou invazi do Anatolie, završenou v roce 616 pádem Chalkedonu, města ležícího na asijském břehu Bosporu, naproti Konstantinopoli. Mezi léty 616 až 619 pozbyla říše Egypt, svoji klíčovou obilnici, a Kyrénu. Na Balkáně Avaři a Slované využili římské slabosti k obsazení četných měst ve vnitrozemí poloostrova. Na počátku dvacátých let pokračovali Peršané v dobývání Malé Asie, jíž si nebyli schopni zcela podrobit, a ostrova Rhodos. Rozsáhlé oblasti římského Východu se ocitly v moci Husrava, takže se zdálo, že obnovil achaimenovskou říši v celém jejím někdejším rozsahu. Zoufalé okolnosti přiměly Herakleia k úvahám o přesunutí vlády do bezpečnějšího Kartága.

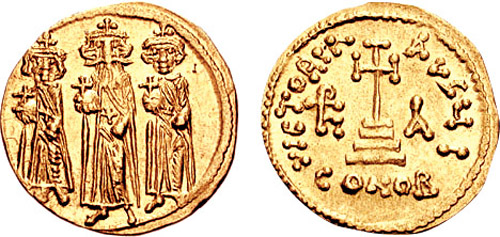
Solidus znázorňující Herakleia s jeho syny

Za této beznadějně se jevící situace se Herakleios, podpořený konstantinopolským patriarchou Sergiem, uchýlil k mimořádně odvážnému a zároveň nadmíru riskantnímu plánu. Chtěl se totiž vydat s vojskem z hlavního města, obejít sásánovskou armádu v Malé Asii a překvapit Peršany v jejich týlu. 5. dubna 622 císař vyplul z Konstantinopole a vyrazil podél iónského a jižního pobřeží Anatolie ke Kilíkii, kde se vylodil poblíž města Issos. Rekonstrukce následujících událostí je vzhledem k nedostatečnému popisu v pramenech nadmíru složitá; přesná trasa Herakleiova postupu, stejně jako údaje o velikosti jeho vojska zůstávají neznámé. Herakleios podstoupil v dalších letech celkem tři tažení proti Peršanům, musel proto disponovat početnými vojenskými sbory. Po přistání se císař věnoval tvrdému výcviku svých mužů, přičemž ve vojsku měla podle tvrzení Georgia z Pisidie brzy převládnout neobyčejné bojovná atmosféra. Herakleios upevnil morálku svých vojáků navozením pocitu, že nadcházející kampaň není obyčejnou vojenskou výpravou. Římané se neměli utkat s nepřáteli říše, nýbrž válčit s nepřáteli křesťanství. Mělo se tedy jednat o určitou svatou válku, jakousi „křížovou výpravu“ proti mocnostem temnoty, ačkoli císař usiloval především o to, aby východořímskou říši definitivně zbavil perského nebezpečí. Za tímto účelem byly v průběhu tažení rozestavovány Kristovy obrazy ve vojenských táborech a již od roku 615 dal Herakleios razit mince s nápisem Deus adiuta Romanis („Bože, pomoz Římanům“). Tato psychologická opatření vykazovala jistý účinek a motivovala vojáky. Každopádně v případě Herakleiova nezdaru by říše s vysokou pravděpodobností podlehla naprosté zkáze.
Na podzim 622 se Herakleios rozhodl narušit perské zásobovací linie a postoupil na sever do Kappadokie. Zde patrně počátkem roku 623 zvítězil nad Peršany vedenými Šahrvarázem. Po tomto úspěchu se císař dočasně odebral do Konstantinopole, aby vyjednal mír s avarským kaganem, zatímco vojsko nechal přezimovat v Pontu. Na jaře 624 Herakleios obnovil útok na Kavkaze, odkud směřoval do perského vnitrozemí. Přitom si podmanil arménské město Dvin a zvláště médský Ganzak, nedaleko něhož se nalézal slavný zarathuštrovský chrám ohně (dnešní Tacht-e Sulejmán). Ten dal císař rozbořit v odvetu za vydrancování Jeruzaléma. Velkokrál shromáždil všechny volné síly k boji s Herakleiem, proti němuž vypravil celkem tři vojska, přesto ale nedokázal Římany rozdrtit. V roce 625 císař přivodil několik porážek pronásledujícím Peršanům při ústupu do Kilíkie, odkud se stáhl do zimního tábora v Trapezuntu.

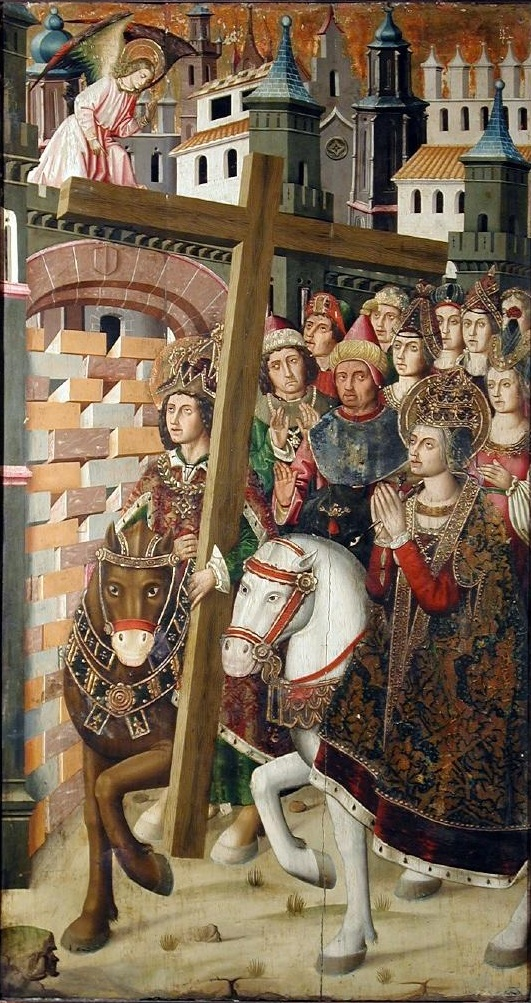
Herakleios doprovázený sv. Helenou vrací svatý kříž do Jeruzaléma

V roce 626 sebral Husrav nová vojska, s nimiž hodlal Římany definitivně rozdrtit. Peršané zamýšleli dobýt hlavní město východořímské říše a navázali tudíž spojenectví s Avary. V létě 626 oblehly Konstantinopol masy Avarů a Slovanů, s nimiž se měli spojit Šahrvarázovi Peršané, rozmístění na protějším břehu Bosporu. Ze všech stran sevřené město se však ubránilo nepřátelům díky loďstvu, střežícímu průliv a překážejícímu Peršanům v přejití do Evropy. Poté, co Avaři ukončili marné obléhání, stáhlo se Šahrvarázovo vojsko na jaře 627 z Chalkedonu do Sýrie. V Konstantinopoli byla záchrana města připisována přízni Panny Marie, jejíž ikony byly neseny podél hradeb. Odražením od Konstantinopole pominula bezprostřední hrozba ze strany Peršanů, neboť iniciativa od tohoto momentu plně přešla na Římany. K tomu přispělo i vítězství Herakleiova bratra Theodora nad Peršany vedenými Šáhénem v Mezopotámii. V Husravovi rozněcovaly porážky stále větší zuřivost a vzbuzovaly jeho nedůvěru vůči vlastním velitelům. Šahrvaráz se proto zdržoval účasti na pokračujících bojích a vyčkával jejich výsledku.
Herakleios mezitím na Kavkaze doplnil stavy svého vojska a uzavřel alianci s nomádskými Turky. Podle pramenů měli Turci, označovaní v nich za Chazary, opakovaně napadat sásánovskou říši. V polovině září 627 se Herakleios vypravil od města Tiflis (Tbilisi) na jih a 12. prosince téhož roku podstoupil poblíž ruin Ninive finální střetnutí. Perský generál Razatés padl v boji, v němž obratně manévrující Římané přiměli perské vojsko k útěku. Nedlouho po bitvě obsadil Herakleios velkokrálovu oblíbenou rezidenci v Dastagerdu, z níž jen o pár dní dříve Husrav uprchl. Císař se pak odebral ke Ktésifóntu, ovšem nepřikročil k obléhání nepřátelského hlavního města, jelikož se patrně obával odříznutí svých protažených zásobovacích linií.
Třebaže se Herakleios nezmocnil Ktésifóntu, bitva u Ninive přinesla rozhodnutí dlouholetého zápasu mezi oběma říšemi. Husrav, zdráhající se vyjednávat s Herakleiem, přišel o podporu Peršanů, načež byl v únoru 628 svržen a zabit. Po něm nastoupil na trůn jeho syn Kavád II. Šéróé, který zahájil svou krátce trvající vládu zavražděním řady svých mužských příbuzných. Velkokrál ihned navázal diplomatické styky s Herakleiem za účelem uzavření mírové smlouvy. Text dopisu určenému Herakleiovi, v němž Kavád žádá o mír a císaře označuje za „... nejmírnějšího císaře Římanů, našeho bratra …“, je dochován v kronice nazvané Chronicon Paschale. Podle pro Římany výhodných mírových podmínek byl nastolen status quo ante bellum: Peršané museli vyklidit všechna dobytá území a vrátit svatý kříž, za což se jim Herakleios zaručil volným odchodem z římského teritoria. Ústup perského vojska probíhal však velmi pozvolna, protože sásánovská říše se ponořila do chaosu. Kavád II. zemřel již v září 628 a jeho několik následníků si dokázalo udržet moc sotva pár měsíců. Na jaře 630 odcestoval Herakleios do Jeruzaléma, v němž za všeobecného nadšení znovu vztyčil Kristův kříž. Slavnostní navrácení této relikvie představovalo pravděpodobně vrchol Herakleiova panování. Císař obdržel i mnohé blahopřejné dopisy z jiných křesťanských království, dosvědčující mimořádnou úroveň prestiže, jíž se tehdy těšil. Persie byla zlomena, takže východořímská říše nad svým odvěkým úhlavním nepřítelem zdánlivě zvítězila, přestože i ji dlouhá válka silně poznamenala.

## Epilog
Devastující dopady posledního římsko-perského konfliktu, znásobené negativními důsledky století téměř soustavného válčení, zásadně ochromily sílu obou říší. Po smrti Kaváda II. zasáhly perskou říši několikaleté dynastické zmatky a občanská válka. Sásánovce dále oslabil hospodářský úpadek, nadměrné daňové zatížení uvalené Husravem II., náboženské nepokoje a vzrůstající moc držitelů půdy v provinciích. Taktéž východořímská říše byla vážně postižena, neboť veškeré její finanční rezervy pohltila válka a praktický celý Balkán se ocitl trvale v rukou Slovanů. Malou Asii zpustošily neustálé perské vpády a správa nedávno znovuzískané Arménie, Sýrie, Mezopotámie, Palestiny a Egypta byla oslabena roky perské okupace.

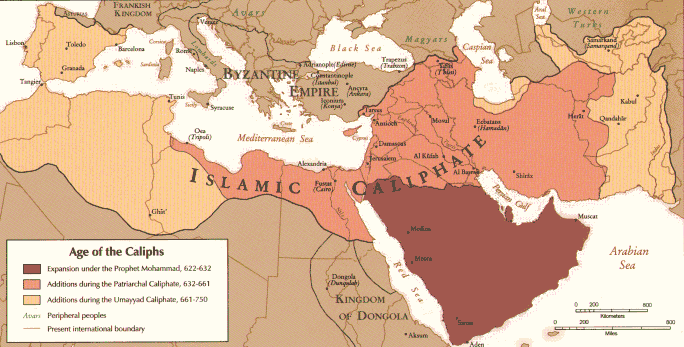
Arabské výboje v 7. a na počátku 8. století

Nedlouho po vítězství nad Peršany zasáhla pomalu se zotavující východořímskou říši expanze Arabů sjednocených pod praporem islámu, jejíž začátek je některými moderními historiky vnímán jako definitivní završení antiky. V roce 636 byli Římané drtivě poraženi Araby v bitvě u Jarmúku. Protože říši chyběly po vyčerpávající válce s Peršany zdroje k dalšímu odporu, ztratila do roku 642 všechny své východní provincie s výjimkou Anatolie. Moc východořímské říše se následkem toho omezovala na arabskými nájezdy vytrvale drancovanou Malou Asii, zbývající državy v Itálii, hlavní město Konstantinopol se zázemím v Thrákii a některé ostrovy a opevněná sídla v Řecku. K podstatným změnám došlo i v charakteru státu a společnosti: za Herakleia zesílily grecizační tendence v administrativě a vojsku, latina přestala být již za perské války používána jako úřední jazyk. Ke svému konci tím dospěla pozdně-antická římská říše, jejíž místo od tohoto okamžiku zaujímala středověká Byzanc, uchovávající řecko-římské a křesťanské dědictví až do roku 1453.
Naproti tomu perskou říši si Arabové zcela podmanili. Po porážce u Kadisíje nejspíše v roce 636 bylo perské vojsko zničeno Araby v bitvě u Nehávandu roku 642. Peršané se sice zarputile bránili agresorům, avšak po bitvě u Nehávandu pozbyli důvěru ve svého panovníka, čímž se připravili o ústřední vedení. Jazdkart III., poslední sásánovský velkokrál, se dočkal neslavného konce, když byl v roce 651 ve městě Merv, na nejzazším konci své rozkládající se říše, zavražděn z podnětu lokálního místodržitele. Ačkoli kulturní odkaz Sásánovců silně zapůsobil na arabský svět, jejich porážka znamenala završení poslední fáze staroorientálních dějin.
Více než čtyři staletí představovaly (východo)římská říše a Persie dva nejsilnější státy starověkého světa. Přestože vůči sobě často vystupovaly se značným nepřátelstvím a nezřídka spolu sváděly úporné a namáhavé války, byly schopny se vzájemně respektovat. Tyto mocnosti se ovlivňovaly i kulturně, nicméně v samém závěru se jejich vztahy vyvíjely především ve znamení vojenské konfrontace, nabývající podoby zápasu o převahu na Blízkém východě. Staleté měření sil skončilo naprostým vyčerpáním obou soupeřů, v důsledku čehož je Arabové snadno zdolali. Jistí historikové jsou dokonce toho mínění, že války 6. a 7. století nevedly pouze k enormnímu oslabení Římanů a Peršanů, nýbrž rozhodným způsobem napomohly k politickému, hospodářskému a vojenskému vzestupu jejich arabských přemožitelů. Patrně nejplodnější období vztahů mezi říšemi přinesla desetiletí pokojné koexistence, obzvláště v letech 387 až 502. Jejímu trvalému prosazení překážely ovšem mocenské nároky a ctižádostivost na obou stranách.

#### Primární
- AMMIANUS, Marcellinus. Dějiny římské říše za soumraku antiky. Praha : Arista : Baset, 2002. ISBN 80-86410-26-9
- EUTROPIUS, FESTUS. Stručné římské dějiny. Praha : Arista : Baset : Maitrea, 2008. ISBN 978-80-86410-55-5
- HÉRÓDIANOS. Řím po Marku Aureliovi. Praha : Svoboda, 1975
- PROKOPIUS Z KAISAREIE. Válka s Peršany a Vandaly. Praha : Odeon, 1985
- THEOFYLAKTOS SIMOKATTÉS. Na přelomu věků. Praha : Odeon, 1986
- ZÓSIMOS. Stesky posledního Římana. Praha : Odeon, 1983
- Portréty světovládců I, II. Praha : Svoboda, 1982

#### Sekundární
- ČEŠKA, Josef. Zánik antického světa. Praha : Vyšehrad, 2000. ISBN 80-7021-386-8
- DUPUY, R. Ernest; DUPUY, Trevor N. Historie vojenství : Harperova encyklopedie. Od roku 3500 př. Kr. do roku 1700. Praha : Forma, 1996 ISBN 80-7213-000-5
- GIBBON, Edward. Úpadek a pád římské říše. Praha : Levné knihy KMa, 2005. ISBN 80-7309-189-5
- GOLDSWORTHY, Adrian Keith. Ve jménu Říma : muži, kteří vítězili pro římskou říši. Praha : Deus, 2009. ISBN 978-80-87087-74-9
- GRANT, Michael. Římští císařové : životopisy vládců císařského Říma v letech 31 př. Kr. – 476 po Kr. Praha : BB art, 2006. ISBN 80-7341-918-1
- KLÍMA, Otakar. Sláva a pád starého Íránu. Praha : Orbis, 1977
- PENROSE, Jane. Řím a jeho nepřátelé : říše stvořená a zničená válkou. Praha : Fighters Publications, 2007. ISBN 978-80-86977-10-2
- TREADGOLD, Warren. A History of the Byzantine State and Society. Stanford : Stanford University Press, 1997. ISBN 0-8047-2630-2
- ZÁSTĚROVÁ, Bohumila a kol. Dějiny Byzance. Praha : Academia, 1992. ISBN 80-200-0454-8